# Wizyty zagraniczne prezydenta Andrzeja Dudy

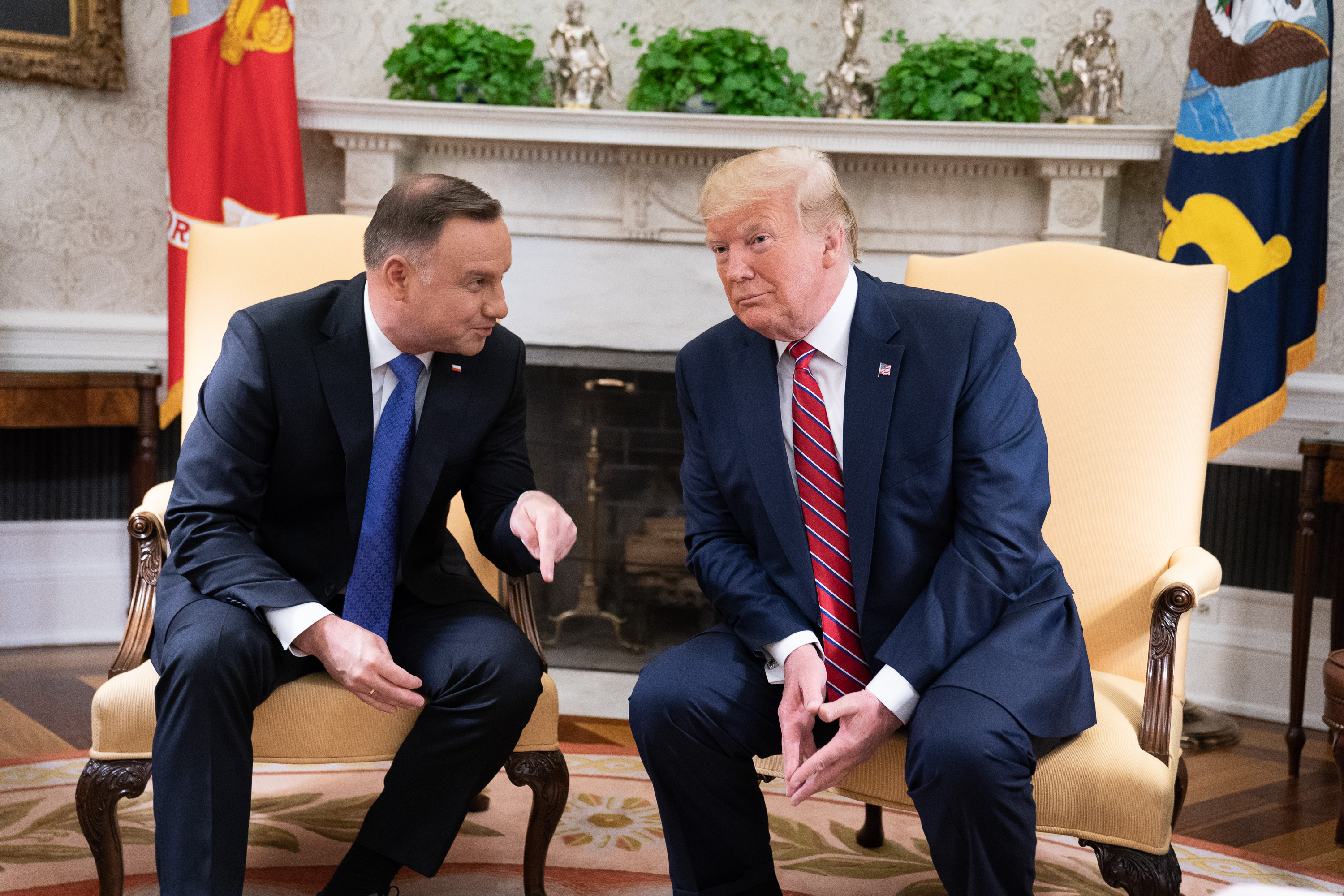
Prezydenci Polski Andrzej Duda i USA Donald Trump (Waszyngton 2019)

Poniższe tabele opisują spotkania prezydenta Polski Andrzeja Dudy z zagranicznymi politykami i przedstawicielami różnych organizacji od chwili objęcia urzędu prezydenta Rzeczypospolitej Polskiej 6 sierpnia 2015 roku zarówno podczas wizyt prezydenta za granicą, jak i podczas wizyt przedstawicieli innych państw w Polsce.

## Spotkania z szefami państw, rządów i instytucji międzynarodowych za granicą
Prezydent Andrzej Duda podczas swojej prezydentury złożył wizytę w następujących krajach:
| Liczba wizyt | Flaga i pełna nazwa państwa |
| ------------ | --- |
| 22           | Stany Zjednoczone Ameryki ( ONZ) |
| 15           | Ukraina • Państwo Watykańskie |
| 14           | Królestwo Belgii ( Unia Europejska i NATO) |
| 13           | Republika Słowacka • Republika Litewska • Republika Włoska |
| 12           | Republika Federalna Niemiec |
| 11           | Konfederacja Szwajcarska • Republika Francuska |
| 9            | Republika Czeska |
| 8            | Węgry |
| 7            | Rumunia • Zjednoczone Królestwo Wielkiej Brytanii i Irlandii Północnej |
| 6            | Republika Bułgarii • Republika Estońska |
| 5            | Gruzja • Republika Łotewska |
| 3            | Chińska Republika Ludowa • Republika Chorwacji • Królestwo Niderlandów • Państwo Katar • Republika Słowenii • Republika Portugalska |
| 2            | Republika Albanii • Związek Australijski • Republika Azerbejdżanu • Czarnogóra • Arabska Republika Egiptu • Republika Grecka • Królestwo Hiszpanii • Państwo Izrael • Jordańskie Królestwo Haszymidzkie • Kanada • Republika Korei • Republika Malty • Republika Mołdawii • Republika Turcji • Zjednoczone Emiraty Arabskie |
| 1            | Islamska Republika Afganistanu • Królestwo Arabii Saudyjskiej • Republika Armenii • Republika Austrii • Bośnia i Hercegowina • Republika Cypryjska • Królestwo Danii • Federalna Demokratyczna Republika Etiopii • Republika Finlandii • Islandia • Japonia • Republika Kazachstanu • Republika Kenii • Państwo Kuwejt • Republika Macedonii Północnej • Malezja • Meksykańskie Stany Zjednoczone • Mongolia • Federalna Republika Nigerii • Królestwo Norwegii • Nowa Zelandia • Państwo Palestyna • Republika Rwandy • Republika Senegalu • Republika Singapuru • Królestwo Szwecji • Republika Tadżykistanu • Zjednoczona Republika Tanzanii • Socjalistyczna Republika Wietnamu • Republika Wybrzeża Kości Słoniowej |

## Rok 2015
Wykaz podróży zagranicznych Andrzeja Dudy w 2015 roku.
| Lp. | Termin           | Państwo                  | Miejsce           | Szczegóły spotkania |
| --- | ---------------- | ------------------------ | ----------------- | --- |
| 1   | 23 sierpnia      | Estonia                  | Tallinn           | Wizyta robocza Prezydenta RP. Spotkanie z prezydentem Estonii Toomasem Ilvesem, premierem Taavim Rõivasem i przewodniczącym estońskiego parlamentu Eikim Nestorem. Prezydent RP wygłosił przemówienie o znaczeniu prawa dla światowego pokoju i roli Europy Środkowo-Wschodniej dla stabilności na kontynencie. Złożenie wieńca pod Pomnikiem Niepodległości w Tallinnie.                                                                           |
| 2   | 28 sierpnia      | Niemcy                   | Berlin            | Oficjalna wizyta Prezydenta RP z małżonką w Niemczech. Spotkanie z prezydentem Niemiec Joachimem Gauckiem, z kanclerz Niemiec Angelą Merkel, z ministrem spraw zagranicznych Niemiec Frankiem-Walterem Steinmeierem oraz spotkanie prezydenta RP z przedstawicielami Polonii. |
| 3   | 14–15 września   | Wielka Brytania          | Londyn            | Oficjalna wizyta Prezydenta RP z małżonką w Zjednoczonym Królestwie. Udział w obchodach 75. rocznicy Bitwy o Anglię, spotkanie z premierem Davidem Cameronem, z księciem Edwardem (w imieniu królowej Elżbiety II) oraz z młodą Polonią oraz weteranami II wojny światowej. |
| 4   | 21–22 września   | Niemcy                   | Erfurt            | Oficjalna wizyta Prezydenta RP z małżonką w Niemczech. Udział w XI spotkaniu prezydentów państw grupy Arraiolos. Spotkanie prezydenta RP z prezydentem Słowenii Borutem Pahorem, prezydentem Finlandii Saulim Niinistö, prezydentem Włoch Sergio Mattarella oraz prezydentem Łotwy Raimondsem Vējonisem. |
| 5   | 25–29 września   | Stany Zjednoczone ( ONZ) | Nowy Jork         | Wystąpienia Prezydenta RP podczas 70. sesji Zgromadzenia Ogólnego ONZ, rozmowy dwustronne z prezydentami Stanów Zjednoczonych, Ukrainy, Chile, Czech, Gruzji, Kazachstanu, Senegalu i Węgier, królem Jordanii, sekretarzem generalnym Narodów Zjednoczonych, przewodniczącym Rady Europejskiej i premierem Nowej Zelandii, udział w spotkaniu grupy „Adriatyk-Bałtyk-Morze Czarne”, wizyta w „strefie zero” oraz spotkania z Polonią w Nowym Jorku. |
| 6   | 2 października   | Słowacja                 | Czerwony Klasztor | Wizyta robocza Prezydenta RP. Spotkanie z prezydentem Słowacji Andrejem Kiską w ramach przygotowań przed spotkaniem prezydentów Grupy Wyszehradzkiej. |
| 7   | 8–9 października | Węgry                    | Balatonfüred      | Oficjalna wizyta Prezydenta RP na Węgrzech. Udział w spotkaniu prezydentów Grupy Wyszehradzkiej. Spotkanie prezydenta RP z prezydentem Słowacji Andrejem Kiską, prezydentem Czech Miloszem Zemanem, prezydentem Węgier Janosem Aderem i prezydent Chorwacji Kolindą Grabar-Kitarović. |
| 8   | 28 października  | Francja                  | Paryż             | Oficjalna wizyta Prezydenta RP we Francji. Spotkanie z prezydentem Francji François Hollande’em, z premierem Manuelem Vallsem, z przewodniczącym Zgromadzenia Narodowego Claude’em Bartolone’em, z przewodniczącym Senatu Gérardem Larcherem oraz spotkanie prezydenta RP z przedstawicielami Polonii. |
| 9   | 3–4 listopada    | Rumunia                  | Bukareszt         | Oficjalna wizyta Prezydenta RP w Rumunii. Złożenie kwiatów przez prezydenta RP upamiętniając ofiary pożaru w klubie w stolicy Rumunii. Spotkanie z prezydentem Rumunii Klausem Iohannisem oraz z szefami państw wschodniej flanki NATO Bułgarii, Estonii, Łotwy, Litwy, Słowacji, Węgier oraz przewodniczącego izby niższej parlamentu Czech. Spotkanie z polskimi przedsiębiorcami oraz z Polonią w Bukareszcie.                                   |
| 10  | 8–9 listopada    | Watykan                  | Watykan           | Oficjalna wizyta Prezydenta RP z małżonką w Watykanie. Udział we mszy św przy grobie św. Jana Pawła II i złożenie kwiatów na grobie papieża Polaka. Spotkanie z papieżem Franciszkiem oraz z sekretarzem stanu Stolicy Apostolskiej kard. Pietro Parolinem. |
| 11  | 22–27 listopada  | Chiny                    | Pekin             | Oficjalna wizyta Prezydenta RP w Chinach. Udział prezydenta w Polsko-Chińskim Forum Gospodarczym. Spotkanie prezydenta RP z premierem Chin Li Keqiangiem i przewodniczącym Chin Xi Jinpingiem oraz udział w szczycie Chiny – Europa Śr.-Wsch. |
| 12  | 14–15 grudnia    | Ukraina                  | Kijów             | Oficjalna wizyta Prezydenta RP z małżonką na Ukrainie. Spotkanie prezydenta RP z prezydentem Ukrainy Petro Poroszenko, z premierem Ukrainy Arsenijem Jaceniukiem, z przewodniczący Rady Najwyższej Ukrainy Wołodymyrem Hrojsmanem oraz spotkanie prezydenta RP z przedstawicielami Polonii. |

## Rok 2016
Wykaz podróży zagranicznych Andrzeja Dudy w 2016 roku.
| Lp. | Termin                   | Państwo                  | Miejsce            | Szczegóły spotkania |
| --- | ------------------------ | ------------------------ | ------------------ | --- |
| 13  | 17–18 stycznia           | Belgia                   | Bruksela           | Spotkanie Prezydenta RP z przewodniczącym Rady Europejskiej Donaldem Tuskiem, z sekretarzem generalnym NATO Jensem Stoltenbergiem oraz z Naczelnym Dowódcą Połączonych Sił Zbrojnych NATO |
| 14  | 12–13 lutego             | Niemcy                   | Monachium          | Oficjalna wizyta Prezydenta RP w Niemczech. Udział Prezydenta RP w Monachijskiej Konferencji Polityki Bezpieczeństwa. Spotkanie prezydenta RP z prezydentem Ukrainy Petro Poroszenko, z premierem Francji Manuelem Vallsem, z premierem Libanu Tammamem Salamem, z premierem Czarnogóry Milo Đukanović, udział w spotkaniu grupy „Adriatyk-Bałtyk-Morze Czarne”. |
| 15  | 28 lutego                | Słowacja                 | Tatrzańska Łomnica | Spotkanie Prezydenta RP z prezydentem Słowacji Andrejem Kiską. |
| 16  | 14–15 marca              | Czechy                   | Praga              | Oficjalna wizyta Prezydenta RP z małżonką w Czechach. Spotkanie Prezydenta RP z prezydentem Czech Milošem Zemanem, z premierem Czech Bohuslavem Sobotką i z przedstawicielami Polonii. |
| 17  | 17–19 marca              | Węgry                    | Budapeszt          | Oficjalna wizyta Prezydenta RP z małżonką na Węgrzech. Spotkanie Prezydenta RP z prezydentem Węgier Jánosem Áderem, z premierem Węgier Viktorem Orbánem, z przewodniczącym Zgromadzenia Narodowego László Kövérem oraz spotkanie prezydenta RP z przedstawicielami Polonii.                                                                                      |
| 18  | 30 marca–1 kwietnia      | Stany Zjednoczone        | Waszyngton         | Udział prezydenta RP w szczycie nuklearnym |
| 19  | 17–18 kwietnia           | Bułgaria                 | Sofia              | Oficjalna wizyta Prezydenta RP w Bułgarii. Spotkanie z prezydentem Bułgarii Rosenem Plewneliewem, z premierem Bułgarii Bojkiem Borisowem oraz spotkanie z Polonią w Ambasadzie RP w Sofii. |
| 20  | 26–27 kwietnia           | Portugalia               | Lizbona            | Oficjalna wizyta Prezydenta RP w Portugalii. Spotkanie z prezydentem Portugalii Marcelem Rebelem de Sousa i z premierem Portugalii Antónim Costa. |
| 21  | 9–12 maja                | Kanada                   | Ottawa             | Wizyta Prezydenta RP z małżonką w Kanadzie. Spotkanie z gubernatorem generalnym Kanady Davidem Lloydem Johnstonem, premierem Kanady Justinem Trudeau, z przewodniczącym Izby Gmin Geoffem Reganem oraz spotkanie Prezydenta RP z przedstawicielami Polonii. |
| 22  | 16–18 maja               | Włochy                   | Rzym               | Oficjalna wizyta Prezydenta RP z małżonką we Włoszech. Udział Prezydenta RP w 72. rocznicy Bitwy o Monte Cassino. Spotkanie z prezydentem Włoch Sergio Mattarellą, z premierem Włoch Matteo Renzim. |
| 23  | 22–25 maja               | Norwegia                 | Oslo               | Oficjalna wizyta Prezydenta RP z małżonką w Norwegii. Spotkanie z królem Norwegii Haralda V, z premier Norwegii Erną Solberg, z przewodniczącym Stortingu Olemicem Thommessenem oraz spotkanie prezydenta RP z przedstawicielami Polonii. Prezydent RP wygłosił przemówienie w Norweskim Instytucie Noblowskim o znaczeniu prawa międzynarodowego dla pokoju.    |
| 24  | 3–5 czerwca              | Watykan · Włochy         | Watykan Rzym       | Trzydniowa wizyta w Rzymie i Watykanie. Udział w kanonizacji bł. o. Stanisława Papczyńskiego. |
| 25  | 8–10 czerwca             | Dania                    | Kopenhaga          | Oficjalna wizyta Prezydenta RP z małżonką w Danii. Udział prezydenta w Polsko-Duńskim Forum Biznesu. Spotkanie królową Danii Małgorzatą II, z premierem Danii Larsem Løkke Rasmussenem i spotkanie z przedstawicielami Poloni. Prezydent RP wygłosił przemówienie na temat szczytu NATO i bezpieczeństwa energetycznego Europy.                                  |
| 26  | 16–17 czerwca            | Niemcy                   | Berlin             | Oficjalna wizyta Prezydenta RP z małżonką w Niemczech. Spotkanie z prezydentem Niemiec Joachimem Gauckiem, z kanclerze Niemiec Angelą Merkel i z przedstawicielami Polonii. |
| 27  | 29–30 czerwca            | Słowacja                 | Bratysława         | Oficjalna wizyta Prezydenta RP na Słowacji. Spotkanie z prezydentem Słowacji Andrejem Kiską, z premierem Słowacji Robertem Fico, z wiceprzewodniczącym Rady Narodowej Bélą Bugárem oraz spotkanie z przedstawicielami Polonii |
| 28  | 23–24 sierpnia           | Ukraina                  | Kijów              | Oficjalna wizyta Prezydenta RP na Ukrainie. Udział w obchodach Dnia Niepodległości Ukrainy na Placu Niepodległości. Spotkanie z prezydentem Ukrainy Petrem Poroszenką i wspólna deklaracja prezydentów Polski i Ukrainy na temat 25-lecia relacji polsko-ukraińskich. Prezydent RP wygłosił przemówienie do ukraińskiego korpusu dyplomatycznego.                |
| 29  | 25–26 sierpnia           | Chorwacja                | Dubrownik          | Oficjalna wizyta Prezydenta RP w Chorwacji. Udział Prezydenta RP w udział w spotkaniu grupy „Adriatyk-Bałtyk-Morze Czarne” i wspólna deklaracja w sprawie Inicjatywy Trójmorza. Rozmowy dwustronne z prezydentami Litwy, Chorwacji i Słowenii oraz spotkanie prezydenta RP z przedstawicielami Polonii.                                                          |
| 30  | 14–15 września           | Bułgaria                 | Sofia              | Oficjalna wizyta Prezydenta RP z małżonką w Bułgarii. Udział w XII spotkaniu prezydentów państw grupy Arraiolos. |
| 31  | 18–22 września           | Stany Zjednoczone ( ONZ) | Nowy Jork          | Oficjalna wizyta Prezydenta RP z małżonką w Stanach Zjednoczonych, podczas której prezydent wziął udział w 71. sesji Zgromadzenia Ogólnego Narodów Zjednoczonych w Nowym Jorku. Spotkania z przywódcami m.in. Macedonii, Albanii, Kanady, Estonii, Wielkiej Brytanii oraz prezydentem USA Barackiem Obamą.                                                       |
| 32  | 30 września              | Izrael                   | Jerozolima         | Wizyta Prezydenta RP w Izraelu. Udział Prezydenta RP w pogrzebie byłego prezydenta Izraela Szimona Peresa. |
| 33  | 23 października          | Węgry                    | Budapeszt          | Oficjalna wizyta Prezydenta RP na Węgrzech. Udział Prezydenta RP w 60. rocznicy Powstania węgierskim. Spotkanie z prezydentem Węgier Jánosem Áderem, z premierem Węgier Viktorem Orbánem i z Polakami przybyłymi na obchody 60. rocznicy Rewolucji Węgierskiej.                                                                                                  |
| 34  | 5–7 listopada            | Jordania                 | Amman              | Oficjalna wizyta Prezydenta RP z małżonką w Jordanii. Spotkanie z królem Jordanii Abd Allahem II ibn Husajnem, z premierem Jordanii Hanim al-Mulkim i z hierarchami Kościołów w Jordanii. Otwarcie przez Prezydenta RP seminarium nt. współpracy przemysłów zbrojeniowych.                                                                                       |
| 35  | 13–15 listopada          | Szwajcaria               | Kehrsatz Berno     | Oficjalna wizyta Prezydenta RP z małżonką w Szwajcarii. Spotkanie z prezydentem Szwajcarii Johannem Schneiderem-Ammannem i z przedstawicielami Polonii. |
| 36  | 16 listopada             | Francja                  | Strasburg          | Wizyta Prezydenta RP we Francji. Wystąpienie Prezydenta RP przed Komitetem Ministrów Rady Europy. Spotkanie z sekretarzem generalnym Rady Europy Thorbjørnem Jaglandem oraz z prezesem Europejskiego Trybunału Praw Człowieka Guido Raimondiem. |
| 37  | 29 listopada – 1 grudnia | Szwecja                  | Sztokholm          | Oficjalna wizyta Prezydenta RP z małżonką w Szwecji. Spotkanie z królem Szwecji Karolem XVI Gustawem, z premierem Szwecji Stefanem Löfvenem, z przewodniczącym Riksdagu Urbanem Ahlinem i z przedstawicielami Polonii. |
| 38  | 11 grudnia               | Niemcy                   | Berlin             | Oficjalna wizyta Prezydenta RP z małżonką w Niemczech. Udział z prezydentem Niemiec Joachimem Gauckiem z pierwszą damą Niemiec w koncercie w Ratuszu w stolicy Niemiec kończący obchody jubileuszu 25-lecia podpisania polsko-niemieckiego Traktatu o dobrym sąsiedztwie i przyjaznej współpracy.                                                                |

## Rok 2017
Wykaz podróży zagranicznych Andrzeja Dudy w 2017 roku.
| Lp. | Termin             | Państwo                  | Miejsce             | Szczegóły spotkania |
| --- | ------------------ | ------------------------ | ------------------- | --- |
| 39  | 16–19 stycznia     | Izrael · Palestyna       | Jerozolima Betlejem | Oficjalna wizyta Prezydenta RP z małżonką w Izraelu i Palestynie. Spotkania z władzami Izraela: prezydentem Re’uwenem Riwlinem, premierem Binjaminem Netanjahu i z przewodniczącym Knesetu Julim-Jo’elem Edelsteinem oraz z prezydentem Palestyny Mahmudem Abbasem. Prezydent RP wygłosił przemówienie w Centrum im. Begina w Jerozolimie |
| 40  | 17–18 lutego       | Niemcy                   | Monachium           | Oficjalna wizyta Prezydenta RP w Niemczech. Udział Prezydenta RP w 53. Monachijskiej Konferencji Polityki Bezpieczeństwa. Spotkanie prezydenta RP z prezydentem Bułgarii Rumenem Radewem, z prezydent Chorwacji Kolindą Grabar-Kitarović, z prezydentem Słowenii Borutem Pahorem, z prezydentem Ukrainy Petro Poroszenko i z senatorem Johnem McCainem. |
| 41  | 26–27 marca        | Słowenia                 | Lublana             | Oficjalna wizyta Prezydenta RP z małżonką w Słowenii. Spotkanie z prezydentem Słowenii Borutem Pahorem, z premierem Słowenii Miro Cerarem i z przewodniczącym Zgromadzenia Państwowego Milanem Brglezem |
| 42  | 22–25 kwietnia     | Meksyk                   | Meksyk              | Oficjalna wizyta Prezydenta RP z małżonką w Meksyku. Spotkanie z prezydentem Meksyku Enrique Peña Nieto, wystąpienie przed połączonymi izbami meksykańskiego parlamentu oraz wzięcie udziału prezydenta w Polsko-Meksykańskim Forum Gospodarczym i spotkanie z Polonią. |
| 43  | 6–10 maja          | Etiopia                  | Addis Abeba         | Oficjalna wizyta Prezydenta RP z małżonką w Etiopii. Spotkanie z prezydentem Etiopii Mulatu Teshome, z premierem Etiopii Hajle Marjam Desalegne, z patriarchą Etiopskiego Kościoła Ortodoksyjnego abune Maciejem. Wystąpienie Prezydenta RP na forum Unii Afrykańskiej. |
| 44  | 25 maja            | Belgia                   | Bruksela            | Udział Prezydenta RP w spotkaniu szefów państw i rządów NATO. Spotkanie z Sekretarzem Generalnym NATO Jensem Stoltenbergiem, premier Wielkiej Brytanii Theresą May, kanclerz Niemiec Angelą Merkel, prezydentem Francji Emmanuelem Macronem, prezydentem Rumunii Klausem Iohannisem. |
| 45  | 26 maja            | Słowacja                 | Bratysława          | Wystąpienie Prezydenta RP na Forum GLOBSEC 2017 w spotkaniu wzięli udział politycy dyplomaci i eksperci do spraw międzynarodowych z całego świata. |
| 46  | 30–31 maja         | Gruzja                   | Tbilisi             | Oficjalna wizyta prezydenta RP z małżonką w Gruzji. Spotkanie z prezydentem Gruzji Giorgiem Margwelaszwilim, premierem Gruzji Giorgim Kwirikaszwilim, Przewodniczącym Parlamentu Gruzji Iraklim Kobachidze. |
| 47  | 13–14 czerwca      | Chorwacja                | Zagrzeb             | Oficjalna wizyta prezydenta RP z małżonką w Chorwacji. Spotkanie z prezydent Chorwacji Kolindą Grabar – Kitarović, premierem Chorwacji Andrejem Plenkovićem. Para prezydencka spotkała się również z przedstawicielami Polonii. |
| 48  | 1 lipca            | Francja                  | Strasburg           | Udział prezydenta RP w ostatnim pożegnaniu Helmuta Kohla, byłego kanclerza Niemiec w siedzibie Parlamentu Europejskiego w Strasburgu. Prezydent spotkał się również z kanclerz Niemiec Angelą Merkel, prezydentem Ukrainy Petrem Poroszenką i prezydentem Austrii Alexandrem Van der Bellenem. Andrzej Duda rozmawiał również z prezydent Litwy Dalią Grybauskaite oraz prezydentem Francji Emmanuelem Macronem.                                                                                         |
| 49  | 6–7 września       | Kazachstan               | Astana              | Oficjalna wizyta prezydenta RP z małżonką w Kazachstanie. Spotkanie z prezydentem Kazachstanu Nursułtanem Nazarbajewem, przewodniczącym Mażylisu Parlamentu Kazachstanu Nurłanem Nigmatulinem, udział w polsko- kazachstańskim forum gospodarczym i wizyta na Narodowym Dniu Polski na Astana EXPO 2017. |
| 50  | 14–15 września     | Malta                    | Valletta            | Oficjalna wizyta prezydenta RP z małżonką na Malcie. Spotkanie z prezydent Malty Marie-Louise Coleiro Preca, premierem Malty Josephem Muscatem, prezydentem Niemiec Frankiem-Walterem Steinmeierem. Udział w XIII spotkaniu prezydentów państw grupy Arraiolos. |
| 51  | 19–21 września     | Stany Zjednoczone ( ONZ) | Nowy Jork           | Oficjalna wizyta Prezydenta RP w Stanach Zjednoczonych, podczas której prezydent wziął udział w 72. sesji Zgromadzenia Ogólnego Narodów Zjednoczonych w Nowym Jorku. Prezydent spotkał się również z prezydentem Ukrainy Petro Poroszenko, prezydent Litwy Dalią Grybauskaitė, prezydentem Armenii Serżem Sarkisjanem, Przewodniczącym Międzynarodowego Komitetu Czerwonego Krzyża Peterem Maurerem. Spotkanie z Polakami mieszkającymi w Stanach Zjednoczonych. Wizyta w Akademii Wojskowej West Point. |
| 52  | 13–14 października | Węgry                    | Szekszard           | Udział Prezydenta RP w spotkaniu prezydentów państw Grupy Wyszehradzkiej, w spotkaniu uczestniczyli prezydent Węgier Janos Ader, prezydent Czech Miloš Zeman oraz prezydent Słowacji Andriej Kiska. |
| 53  | 24–25 października | Finlandia                | Helsinki            | Oficjalna wizyta prezydenta RP z małżonką w Finlandii. Spotkanie z prezydentem Finlandii Saulim Niinistö, przewodniczącą parlamentu Finlandii Marią Lohelą, wizyta w Uniwersytecie Aalto |
| 54  | 21–22 listopada    | Grecja                   | Ateny               | Oficjalna wizyta prezydenta RP z małżonką w Grecji. Spotkanie z prezydentem Grecji Prokopiosem Pawlopulosem, premierem Grecji Aleksisem Tsiprasem, przewodniczącym Parlamentu Grecji Nikosem Voutsisem, udział w wystawie poświęconej Jerzemu Iwanowowi-Szajnowiczowi. |
| 55  | 28–30 listopada    | Wietnam                  | Hanoi               | Oficjalna wizyta prezydenta RP z małżonką w Wietnamie. Spotkanie z prezydentem Wietnamu Trần Đại Quangiem, Sekretarzem Generalnym Komunistycznej Partii Wietnamu Nguyễn Phú Trọngiem, premierem Wietnamu Nguyễn Xuân Phúciem, udział w uroczystym otwarciu Zagranicznego Biura Handlowego Polskiej Agencji Inwestycji i Handlu w Ho Chi Minh. |
| 56  | 13 grudnia         | Ukraina                  | Charków             | Oficjalna wizyta prezydenta RP na Ukrainie. Spotkanie z prezydentem Ukrainy Petrem Poroszenko, złożenie kwiatów na Cmentarzu Ofiar Totalitaryzmu w Charkowie, spotkania z przedstawicielami misji obserwacyjnej OBWE i przedstawicielami Programu Narodów Zjednoczonych ds. Rozwoju (UNDP), spotkanie z miejscowymi Polakami. |
| 57  | 21 grudnia         | Kuwejt                   | Kuwejt              | Spotkanie prezydenta RP z żołnierzami Polskiego Kontygentu Wojskowego w Kuwejcie. |

## Rok 2018
Wykaz podróży zagranicznych Andrzeja Dudy w 2018 roku.
| Lp. | Termin             | Państwo                       | Miejsce                  | Szczegóły spotkania |
| --- | ------------------ | ----------------------------- | ------------------------ | --- |
| 58  | 18 stycznia        | Stany Zjednoczone ( ONZ)      | Nowy Jork                | Udział prezydenta w debacie na forum Rady Bezpieczeństwa ONZ poświęconej nierozpowszechniania broni masowego rażenia. Spotkanie z prezydentem Kazachstanu Nursułtanem Nazarbajewem. |
| 59  | 23–26 stycznia     | Szwajcaria                    | Davos                    | Udział prezydenta w Światowym Forum Ekonomicznym w Davos, Spotkanie z królem Hiszpanii Filipem VI, królem Belgów Filipem I, Wielkim Księciem Luksemburga Henrykiem, Prezydentem Kolumbii Juanem Manuelem Santosem, Przewodniczącym Unii Afrykańskiej, którym jest Prezydent Gwinei Alpha Condé, prezydent spotkał się z liderami światowego biznesu, spotkanie z Prezydentem USA Donaldem Trumpem. |
| 60  | 8–10 lutego        | Korea Południowa              | Seul/Pjongchang          | Spotkanie prezydenta RP z prezydentem Korei Południowej Mun Jae-inem, prezydent otrzymał również honorowe obywatelstwo Seulu, prezydent odwiedził strefę zdemilitaryzowaną w Korei Południowej, wizyta we wiosce olimpijskiej podczas Zimowych Igrzysk Olimpijskich 2018. |
| 61  | 15–17 lutego       | Litwa                         | Wilno                    | Oficjalna wizyta prezydenta RP z małżonką na Litwie, udział w uroczystościach 100. rocznicy odbudowy Państwa Litewskiego. Spotkanie z prezydent Litwy Dalią Grybauskaitė, prezydentem Niemiec Frankiem-Walterem Steinmeierem, Szefem Komisji Europejskiej Jean-Claude’em Junckerem Para prezydencka spotkała się z Polakami mieszkającymi na Litwie. |
| 62  | 23–24 marca        | Węgry                         | Veszprém                 | Oficjalna wizyta prezydenta RP z małżonką na Węgrzech z okazji dnia przyjaźni Polsko-Węgierskiej. Spotkanie z prezydentem Węgier Jánosem Áderem. Prezydenci Polski i Węgier z Małżonkami wzięli udział we mszy św. w katedrze świętego Michała. |
| 63  | 26 marca           | Afganistan Tadżykistan Gruzja | Bagram Duszanbe Tbilisi  | Spotkanie prezydenta RP z żołnierzami służącymi w ramach misji Resolute Support w Afganistanie. W drodze powrotnej z Bagram do Warszawy delegacja lądowała w Duszanbe i Tbilisi, gdzie prezydent Duda rozmawiał z prezydentami Tadżykistanu Emomalim Rachmonem i Gruzji Giorgim Margwelaszwilim. |
| 64  | 16–20 maja         | Stany Zjednoczone ( ONZ)      | Nowy Jork Chicago        | Oficjalna wizyta prezydenta RP z małżonką w Stanach Zjednoczonych. Prezydent przewodził debacie na forum Rady Bezpieczeństwa ONZ, w której Polska sprawuje prezydencję. Para prezydencka spotkała się z żołnierzami, przedstawicielami organizacji polonijnych oraz żydowskich, złożyli również kwiaty przed pomnikiem katyńskim. |
| 65  | 26 maja            | Gruzja                        | Tbilisi                  | Oficjalna wizyta prezydenta RP z małżonką w Gruzji z okazji 100. rocznicy odzyskania niepodległości. Prezydent spotkał się z prezydentem Gruzji Giorgim Margwelaszwilim. Wcześniej polski Prezydent wraz z prezydentem Słowacji Andrejem Kiską oraz prezydentem Gruzji Giorgim Margwelaszwilim i gruzińskim premierem Giorgim Kwirikaszwilim wziął udział w otwarciu Forum Ekonomicznego. |
| 66  | 22 czerwca         | Estonia                       | Tallinn                  | Oficjalna wizyta prezydenta RP z małżonką w Estonii z okazji 100-lecia niepodległości tego kraju. Prezydent Spotkał się z prezydent Estonii Kersti Kaljulaid. Para prezydencka m.in. odwiedziła Muzeum Narodowe Estonii. |
| 67  | 27–28 czerwca      | Łotwa                         | Ryga Ādaži               | Oficjalna wizyta prezydenta RP z małżonką na Łotwie. Spotkanie z prezydentem Łotwy Raimondsem Vējonis oraz łotewskim premierem Mārisem Kučinskis. Prezydenci obu państw złożyli kwiaty przed Pomnikiem Wolności w Rydze. Wizyta prezydenta u polskich żołnierzy w bazie wojskowej w Ādaži. |
| 68  | 8 lipca            | Ukraina                       | Łuck                     | Wizyta Prezydenta RP na Ukrainie w związku z obchodami 75. rocznicy rzezi wołyńskiej. |
| 69  | 11–12 lipca        | Belgia                        | Bruksela                 | Udział Prezydenta RP w szczycie NATO. Prezydent odbył spotkania ze światowymi przywódcami m.in. prezydentem USA Donaldem Trumpem, prezydentem Ukrainy Petrem Poroszenko oraz premierem Danii Larsem Løkke Rasmussenem. |
| 70  | 18–21 sierpnia     | Australia                     | Melbourne SydneyCanberra | Oficjalna wizyta prezydenta RP z małżonką w Australii. Prezydent spotkał się z premierem Australii Malcolmem Turnbullem, minister spraw zagranicznych Australii Julie Bishop, liderem opozycji Billem Shortenem, Gubernatorem Generalnym Australii Peterem Cosgrove’em, Gubernatorem Nowej Południowej Walii Davidem Hurleyem, Gubernator stanu Wiktoria Lindą Dessau. Prezydent otworzył w Sydney Polsko-Australijskie Forum Energetyczne. Para prezydencka uczestniczyła w licznych spotkaniach z Polonią w Australii.                         |
| 71  | 22–23 sierpnia     | Nowa Zelandia                 | Auckland                 | Oficjalna wizyta prezydenta RP z małżonką w Nowej Zelandii. Prezydent spotkał się z Gubernator Generalną Nowej Zelandii Patsy Redd, Premier Nowej Zelandii Jacindą Ardern, liderem opozycji Simonem Bridgesem. Para prezydencka spotkała się z przedstawicielami biznesu i Polkami mieszkającymi w Nowej Zelandii. |
| 72  | 13 września        | Łotwa                         | Rundāle                  | Udział Prezydenta RP w szczycie Grupy Arraiolos. Prezydent został oficjalnie powitany przez prezydenta Łotwy Raimondsa Vējonisa, podczas szczytu doszło do spotkania z prezydentem Austrii Alexandrem van der Bellenem. Prezydentowi towarzyszyła małżonka. |
| 73  | 17 września        | Rumunia                       | Bukareszt                | Udział Prezydenta RP w szczycie Inicjatywy Trójmorza. |
| 74  | 18 września        | Stany Zjednoczone             | Waszyngton               | Oficjalna wizyta prezydenta RP z małżonką w Stanach Zjednoczonych. Podczas wizyty doszło do spotkań polskiej delegacji z prezydentem USA Donaldem Trumpem. Prezydenci Polski i USA podpisali deklarację dotyczącą współpracy w dziedzinie bezpieczeństwa i obronności, energetyki oraz wymiany handlowej i inwestycji. Po wizycie w Białym Domu Prezydent spotkał się z Poland Caucus – polską grupą parlamentarną w amerykańskim Senacie. |
| 75  | 25–26 września     | Stany Zjednoczone ( ONZ)      | Nowy Jork                | Oficjalna wizyta prezydenta RP z małżonką w Stanach Zjednoczonych. Prezydent wziął udział w 73. Sesji Zgromadzenia Ogólnego ONZ w Nowym Jorku. Prezydent wziął również udział w Posiedzeniu Rady Bezpieczeństwa ONZ, w której Polska jest rotacyjnym członkiem. Prezydent spotkał się z Królem Jordanii Abdullahem II, Prezydentem Albanii Ilirem Metą, Prezydentem Autonomii Palestyńskiej Mahmudem Abbasem, Premierem Izraela Benjaminem Netanjahu, Sekretarzem Generalnym ONZ António Guterresem, Prezydent Malty Marie-Louise Coleiro-Preca. |
| 76  | 8–9 października   | Szwajcaria                    | Genewa                   | Oficjalna wizyta prezydenta RP z małżonką w Szwajcarii. Para prezydencka spotkała się z Dyrektorem Generalnym Biura ONZ w Genewie Michaelem Møllerem, złożyli również kwiaty przed pomnikiem Ignacego Jana Paderewskiego w Pałacu Narodów. Prezydent wygłosił wykład na Uniwersytecie w Genewie. |
| 77  | 11–12 października | Słowacja                      | Szczyrbskie Jezioro      | Udział prezydenta RP w dwudniowym szczycie prezydentów państw Grupy Wyszehradzkiej. W szczycie uczestniczył również prezydent Słowacji Andrej Kiska, prezydent Czech Miloš Zeman, prezydent Węgier János Áder. |
| 78  | 15 października    | Watykan Włochy                | Watykan Rzym             | Oficjalna wizyta Prezydenta RP z małżonką w Watykanie. Udział we mszy św przy grobie św. Jana Pawła II i złożenie kwiatów na grobie papieża Polaka. Spotkanie z papieżem Franciszkiem. Prezydent złożył wizytę w Organizacji Narodów Zjednoczonych ds. Wyżywienia i Rolnictwa (FAO) w Rzymie. W siedzibie FAO Prezydent wygłosił przemówienie w trakcie sesji plenarnej, a następnie spotkał się z Dyrektorem Generalnym Jose Graziano da Silva.                                                                                                 |
| 79  | 22–23 października | Niemcy                        | Berlin Biesenthal        | Oficjalna wizyta Prezydenta RP z małżonką w Niemczech. Spotkanie prezydenta z prezydentem Niemiec Frankiem-Walterem Steinmeierem i kanclerz Niemiec Angelą Merkel. Wizyta pary prezydenckiej w zagranicznym Biurze Toruńskich Zakładów Materiałów Opatrunkowych Deutschland GmbH. |
| 80  | 27 listopada       | Bułgaria                      | Sofia                    | Oficjalna wizyta Prezydenta RP z małżonką w Bułgarii. Para Prezydencka została oficjalnie powitana przez prezydenta Bułgarii Rumena Radewa i jego Małżonkę. Po spotkaniu głów państw prezydent spotkał się z premierem Bułgarii Bojko Borisowem oraz przewodniczącą bułgarskiego parlamentu Tsvetą Karayanchewą. |
| 81  | 5 grudnia          | Stany Zjednoczone             | Waszyngton               | Oficjalna wizyta Prezydenta RP w Stanach Zjednoczonych. Udział Prezydenta RP w pogrzebie 41. Prezydenta Stanów Zjednoczonych George’a H.W. Busha |
| 82  | 19 grudnia         | Rumunia                       | Krajowa                  | Spotkanie prezydenta RP z polskimi żołnierzami stacjonującymi w Rumunii. |

## Rok 2019
Wykaz podróży zagranicznych Andrzeja Dudy w 2019 roku.
| Lp. | Termin             | Państwo                          | Miejsce                                 | Szczegóły spotkania |
| --- | ------------------ | -------------------------------- | --------------------------------------- | --- |
| 83  | 22–24 stycznia     | Szwajcaria                       | Davos                                   | Udział prezydenta w Światowym Forum Ekonomicznym w Davos, Spotkanie z Prezydentem Brazylii Jairem Bolsonaro, Sekretarzem Generalnym NATO Jensem Stoltenbergiem, Prezydentem Ukrainy Petrem Poroszenką.                                                                 |
| 84  | 28 lutego          | Słowacja                         | Koszyce                                 | Udział Prezydenta w Szczycie Bukaresztańskiej Dziewiątki. |
| 85  | 12 marca           | Czechy                           | Praga                                   | Jubileuszowe obchody przystąpienia do NATO Polski, Czech, Węgier i Słowacji. |
| 86  | 15 kwietnia        | Bośnia i Hercegowina             | Sarajewo                                | Spotkanie z żołnierzami Polskiego Kontyngentu Wojskowego oraz Prezydium Bośni i Hercegowiny. |
| 87  | 9 maja             | Albania                          | Tirana                                  | Prezydent wziął udział w szczycie państw Europy Południowo-Wschodniej. |
| 88  | 18 maja            | Włochy                           | Monte Cassino                           | Udział w uroczystościach z okazji 75. rocznicy Bitwy pod Monte Cassino, spotkanie z Prezydentem Włoch Sergiem Mattarellą. |
| 89  | 31 maja            | Azerbejdżan                      | Baku                                    | Udział Prezydenta w otwarciu Polsko-Azerbejdżańskiego Forum Biznesowego, spotkanie z Prezydentem Azerbejdżanu Ilhamem Alijewem. |
| 90  | 4 czerwca          | Belgia ( Unia Europejska i NATO) | Bruksela                                | Sekretarzem Generalnym NATO Jensem Stoltenbergiem i prezydentem Ukrainy Wołodymyrem Zełenskim. |
| 91  | 5–6 czerwca        | Słowenia                         | Lublana                                 | Prezydent wziął udział w szczycie Inicjatywy Trójmorza oraz spotkał się m.in. z prezydentem Słowenii Borutem Pachorem |
| 92  | 12–17 czerwca      | Stany Zjednoczone                | Waszyngton, Houston, Nevada, Kalifornia | Spotkanie z prezydentem USA Donaldem Trumpem, Podpisano Wspólną Deklarację Prezydentów o Współpracy Obronnej w zakresie obecności sił zbrojnych USA w Polsce, Prezydent spotkał się z członkami rządu USA, samorządowcami, przedstawicielami firm oraz polską polonią. |
| 93  | 22–25 września     | Stany Zjednoczone ( ONZ)         | Nowy Jork                               | Udział Prezydenta w 74. Sesji Zgromadzenia Ogólnego ONZ, spotkanie z prezydentem USA Donaldem Trumpem, prezydentem Finlandii Sauli Niinistö, prezydentem Korei Moon Jae–inem, spotkanie z polską polonią w USA, inauguracja Szczytu Klimatycznego.                     |
| 94  | 28–30 września     | Belgia                           | Bruksela                                | Oficjalna wizyta Pary Prezydenckiej w Belgii, spotkanie z premierem Belgii Charlesem Michelem, spotkanie z Parą Królewską Belgii, spotkanie z Polakami, mieszkającymi w Belgii, udział w obchodach 75. rocznicy wyzwolenia Flandrii.                                   |
| 95  | 2–3 października   | Czechy                           | Praga                                   | Udział Prezydenta w spotkaniu prezydentów Grupy Wyszehradzkiej, w spotkaniu uczestniczyli również prezydenci Słowenii i Serbii. |
| 96  | 11 października    | Grecja                           | Ateny                                   | Prezydent wziął udział w Szczycie Grupy Arriaiolos w Atenach. |
| 97  | 29–30 października | Holandia                         | Haga Rotterdam                          | Prezydent spotkał się z premierem Holandii Markiem Rutte, przedstawicielami parlamentu, prezesem Międzynarodowego Trybunału Karnego, wziął udział w uroczystościach 75 rocznicy wyzwolenia Bredy.                                                                      |
| 98  | 9 listopada        | Niemcy                           | Berlin                                  | Prezydent na zaproszenie prezydenta Niemiec Franka-Waltera Steinmeiera – wraz z prezydentami Czech, Słowacji i Węgier wziął dziś udział w obchodach 30. rocznicy upadku muru berlińskiego.                                                                             |
| 99  | 21–22 listopada    | Litwa                            | Wilno                                   | Spotkanie polskiej Pary prezydenckiej z Parą Prezydencką Litwy, Prezydent wzięła udział w uroczystościach pogrzebowych uczestników powstania styczniowego. |
| 100 | 2–4 grudnia        | Wielka Brytania                  | Londyn                                  | Udział w Szczycie Państw Sojuszu Północnoatlantyckiego. |
| 101 | 16 grudnia         | Belgia                           | Bastogne                                | Prezydent wziął udział w uroczystościach upamiętniających 75. rocznicę rozpoczęcia bitwy o Ardeny. |
| 102 | 19 grudnia         | Włochy                           | Sycylia                                 | Para Prezydencka złożyła wizytę polskim żołnierzom stacjonującym na Sycylii. |

## Rok 2020
Wykaz podróży zagranicznych Andrzeja Dudy w 2020 roku.
| Lp. | Termin             | Państwo           | Miejsce      | Szczegóły spotkania |
| --- | ------------------ | ----------------- | ------------ | --- |
| 103 | 21–23 stycznia     | Szwajcaria        | Davos        | Udział prezydenta w Światowym Forum Ekonomicznym w Davos. |
| 104 | 24 czerwca         | Stany Zjednoczone | Waszyngton   | Spotkanie z prezydentem USA Donaldem Trumpem. |
| 105 | 23–25 września     | Watykan Włochy    | Watykan Rzym | Spotkanie z prezydentem Włoch Sergio Mattarellą, premierem Giuseppem Conte, papieżem Franciszkiem.                                                                                |
| 106 | 11–13 października | Ukraina           | Kijów Odessa | Spotkanie z prezydentem i premierem Ukrainy Wołodymyrem Zełenskim i Denysem Szmyhalem, podczas wizyty prezydent podpisał kilka porozumień gospodarczych oraz odwiedził cmentarze. |
| 107 | 19 października    | Estonia           | Tallin       | Udział Prezydenta w Szczycie Inicjatywy Trójmorza. |
| 108 | 17–18 listopada    | Litwa             | Wilno        | Spotkanie z prezydentem Litwy Gitanasem Nausėdą, spotkanie w litewskim Sejmasie oraz udział w szczycie biznesowym.                                                                |
| 109 | 9 grudnia          | Czechy            | Praga        | Spotkanie z prezydentem Czech Milosem Zemanem. |

## Rok 2021
Wykaz podróży zagranicznych Andrzeja Dudy w 2021 roku.
| Lp. | Termin             | Państwo                  | Miejsce          | Szczegóły spotkania |
| --- | ------------------ | ------------------------ | ---------------- | --- |
| 110 | 9–11 maja          | Rumunia                  | Bukareszt        | Spotkanie z prezydentem Rumunii Klausem Iohannisem, premierem Florinem Cîțu, spotkania z przedstawicielami parlamentu Rumunii, udział w Szczycie Bukaresztańskiej Dziewiątki.                                                                       |
| 111 | 25–26 maja         | Turcja                   | Ankara           | Spotkania z prezydentem Turcji Recepem Erdoganem, Patriarchą Konstantynopola Bartłomiejem I, z polskimi żołnierzami stacjonującymi w Turcji oraz turecką Polonią.                                                                                   |
| 112 | 26–27 czerwca      | Gruzja                   | Tbilisi          | Prezydent spotkał się z prezydent Gruzji Salome Zurabiszwili i premierem Iraklim Garibaszwilim, wziął także udział w uroczystościach z okazji Dnia Niepodległości Gruzji.                                                                           |
| 113 | 14 czerwca         | Belgia ( NATO)           | Bruksela         | Udział w Szczycie Państw Sojuszu Północnoatlantyckiego. |
| 114 | 15 czerwca         | Słowacja                 | Bratysława       | Prezydent wziął udział w konferencji GLOBSEC. |
| 115 | 8–9 lipca          | Bułgaria                 | Sofia            | Udział Prezydenta w Szczycie Inicjatywy Trójmorza. |
| 116 | 22–24 lipca        | Japonia                  | Tokio            | Spotkanie z Polską reprezentacją na letnich Igrzyskach Olimpijskich 2020, Prezydent spotkał się z premierem Japonii Yoshihide Sugą oraz prezydentem Francji Emmanuelem Macronem, uczestniczył w audiencji u Jego Cesarskiej Mości Cesarza Naruhito. |
| 117 | 22–24 sierpnia     | Ukraina                  | Kijów            | Prezydent spotkał się z prezydentem Ukrainy Wołodymyrem Zełenskim, prezydentami Litwy, Łotwy i Estonii, wziął udział w Szczycie Platformy Krymskiej, uczestniczył w obchodach 30. rocznicy odzyskania przez Ukrainę Niepodległości.                 |
| 118 | 26–27 sierpnia     | Mołdawia                 | Kiszyniów        | Spotkanie z prezydent Mołdawii Maią Sandu oraz prezydentami Rumunii i Ukrainy, udział w uroczystościach z okazji Dnia Niepodległości Mołdawii. |
| 119 | 9 września         | Węgry                    | Budapeszt        | Prezydent Spotkał się z Janosem Aderem prezydentem Węgier, premierem tego kraju Viktorem Orbanem oraz przedstawicielami parlamentu Węgier. |
| 120 | 14–15 września     | Watykan Włochy           | Watykan Rzym     | Wizyta na grobie Papieża Jana Pawła II oraz Udział w szczycie państw grupy Arraiolos. |
| 121 | 21–24 września     | Stany Zjednoczone ( ONZ) | Nowy Jork        | Udział Prezydenta RP w Sesji Zgromadzenia Ogólnego ONZ, m.in. spotkania z prezydentami Litwy, Łotwy, Estonii, Czarnogóry, Mołdawii, Mongolii, Turcji i Brazylii.                                                                                    |
| 122 | 6–8 października   | Cypr                     | Nikozja          | Spotkania z prezydentem Cypru Nicosem Anastasiadesem, żołnierzami pokojowej misji ONZ. |
| 123 | 19–20 października | Litwa                    | Wilno            | Spotkanie z prezydentem Litwy Gitanasem Nausėdą w sprawie kryzysu na granicy wschodniej Unii Europejskiej. |
| 124 | 27 października    | Francja                  | Paryż            | Spotkanie z prezydentem Francji Emmanuelem Macronem. |
| 125 | 9 listopada        | Słowacja                 | Bratysława       | Spotkanie z prezydent Słowacji Zuzanną Caputovą. |
| 126 | 16–19 listopada    | Czarnogóra Macedonia     | Podgorica Skopje | Spotkanie z prezydentem i premierem Czarnogóry i Macedonii Północnej. |
| 127 | 25 listopada       | Belgia ( NATO)           | Bruksela         | Spotkanie z Sekretarzem Generalnym Sojuszu Północnoatlantyckiego Jensem Stoltenbergiem. |
| 128 | 29 listopada       | Węgry                    | Budapeszt        | Spotkanie z prezydentami państw Grupy Wyszehradzkiej dotyczącym kryzysu na granicy polsko-białoruskiej. |
| 129 | 3–5 grudnia        | Katar                    | Doha             | Prezydent rozmawiał z emirem Tamimem ibn Hamadem Al Sanim oraz premierem Chalidem ibn Chalifą ibn Abd al-Azizem Al Sanim a także z przedstawicielami biznesu.                                                                                       |
| 130 | 19–20 grudnia      | Ukraina                  | Huta             | Udział w szczycie Trójkąta Lubelskiego. |

## Rok 2022
Wykaz podróży zagranicznych Andrzeja Dudy w 2022 roku.
| Lp. | Termin             | Państwo                                  | Miejsce                  | Szczegóły spotkania |
| --- | ------------------ | ---------------------------------------- | ------------------------ | --- |
| 131 | 3 lutego           | Gruzja                                   | Tbilisi                  | Spotkanie z prezydent Gruzji Salome Zurabiszwili. |
| 132 | 4–6 lutego         | Chiny                                    | Pekin                    | Prezydent przybył do Pekinu na XXIV Zimowe Igrzyska Olimpijskie. Spotkał się z Przewodniczącym Chińskiej Republiki Ludowej Xi Jinpingiem oraz przewodniczącym Międzynarodowego Komitetu Olimpijskiego Thomasem Bachem, rozmawiał również m.in. z prezydentami Kazachstanu, Uzbekistanu i Kirgistanu, oraz z Sekretarzem Generalnym ONZ.                      |
| 133 | 7 lutego           | Belgia ( Unia Europejska, NATO)          | Bruksela                 | Prezydent spotkał się z Przewodniczącą Komisji Europejskiej Ursulą von der Leyen, szefem Rady Europejskiej Charlesem Michelem oraz z Sekretarzem Generalnym NATO Jensem Stoltenbergiem. |
| 134 | 8 lutego           | Niemcy                                   | Berlin                   | Udział w szczycie Trójkąta Weimarskiego. |
| 135 | 23 lutego          | Ukraina                                  | Kijów                    | Andrzej Duda, wraz z prezydentem Litwy Gitanasem Nausėdą spotkał się z prezydentem Ukrainy Wołodymyrem Zełenskim. Przyjęto wspólną deklarację potępiającą deklarację Federacji Rosyjskiej o uznaniu separatystycznych republik ludowych na wschodnim terytorium Ukrainy.                                                                                     |
| 136 | 16 marca           | Turcja                                   | Ankara                   | Spotkanie z prezydentem Recepem Tayyip Erdoğanem. |
| 137 | 21–22 marca        | Mołdawia Rumunia Bułgaria                | Kiszyniów BukaresztSofia | W ramach konsultacji przed szczytem NATO oraz rozmową z prezydentem Stanów Zjednoczonych, Andrzej Duda spotkał się z prezydentami Mołdawii, Bułgarii i Rumunii Maią Sandu, Rumenem Radewem i Klausem Iohannisem. |
| 138 | 24 marca           | Belgia ( NATO)                           | Bruksela                 | Prezydent wziął udział w nadzwyczajnym szczycie NATO dotyczącym wojny na Ukrainie. Rozmawiał też z prezydentami Łotwy, Litwy i Estonii. |
| 139 | 1 kwietnia         | Włochy Watykan                           | Rzym                     | Spotkanie z prezydentem Międzynarodowego Funduszu Rozwoju Rolnictwa Gilbertem Houngbo oraz papieżem Franciszkiem. |
| 140 | 7 kwietnia         | Wielka Brytania                          | Londyn                   | Spotkanie z premierem Borisem Johnsonem związane z inwazją Rosji na Ukrainę oraz współpracą militarną. |
| 141 | 13 kwietnia        | Ukraina                                  | Kijów                    | Wraz z prezydentami Estonii, Litwy i Łotwy prezydent Duda złożył wizytę prezydentowi Wołodymyrowi Zełenskiemu. |
| 142 | 27 kwietnia        | Czechy                                   | Praga                    | Wizyta w celu omówienia wsparcia Polski i Republiki Czeskiej dla Ukrainy. Prezydent rozmawiał z prezydentem Milošem Zemanem i premierem Petrem Fialą. |
| 143 | 5 maja             | Litwa                                    | Wilno Jauniūnai          | Andrzej Duda wraz z prezydentami Litwy i Łotwy Gitanasem Nausėdą i Egilsem Levitsem oraz Komisarz ds. Energii Unii Europejskiej Kadri Simson uruchomili gazowy interkonektor Polska-Litwa. Odwiedził też cmentarz na Rossie gdzie złożył kwiaty w kaplicy Powstańców Styczniowych i w Mauzoleum Matka i Serce Syna.                                          |
| 144 | 11 maja            | Słowacja                                 | Bratysława               | Spotkanie z Zuzaną Čaputovą dotyczące przekonywania przywódców państw europejskich do przyznania Ukrainie statusu kandydata do członkostwa w Unii Europejskiej. |
| 145 | 13 maja            | Estonia                                  | Tallinn                  | Udział prezydenta w konferencji im. Lennarta Meri, rozmowa z prezydentem Alarem Karisemi premier Kają Kallas. Andrzej Duda odbył też spotkanie z amerykańską Dyrektor Wywiadu Narodowego Avril Haines. |
| 146 | 22 maja            | Ukraina                                  | Kijów                    | Prezydent spotkał się z prezydentem Wołodymyrem Zełenskim i wygłosił orędzie przed Radą Najwyższą Ukrainy było to pierwsze wystąpienie głowy obcego państwa od wybuchu wojny. |
| 147 | 24 maja            | Szwajcaria                               | Davos                    | Udział prezydenta w Światowym Forum Ekonomicznym, gdzie rozmawiał m.in. o pomocy dla Ukrainy i nadaniu jej statusu kandydata do członkostwa w Unii Europejskiej. Spotkał się też z głowami państw Trójmorza. |
| 148 | 29–31 maja         | Egipt                                    | Kair                     | Para prezydencka spotkała się z Polonią mieszkającą w Egipcie, a także z głową Koptyjskiego Kościoła Ortodoksyjnego papieżem Tawadrosem II oraz wielkim imamem Al-Azharu. Prezydent Duda spotkał się też z prezydentem Egiptu Abd al-Fattahem as-Sisim i premierem tego państwa Mustafą Madbulim z którym wziął udział w Polsko-Egipskim Forum Gospodarczym. |
| 149 | 8–9 czerwca        | Portugalia Włochy                        | Braga Rzym               | Prezydent w drodze na szczyt Bukaresztańskiej Dziewiątki rozmawiał z prezydentem Portugalii Marcelo Rebelo de Sousą i Włoch Sergio Mattarellą na temat przyspieszenia procesu akcesji Ukrainy do Unii Europejskiej. |
| 150 | 10 czerwca         | Rumunia                                  | Bukareszt                | Udział w szczycie Bukaresztańskiej Dziewiątki. |
| 151 | 20–21 czerwca      | Łotwa                                    | Ryga Ādaži               | Prezydent wziął udział w szczycie Inicjatywy Trójmorza oraz odwiedził żołnierzy służących w Polskim Kontyngencie Wojskowym na Łotwie. |
| 152 | 28–30 czerwca      | Hiszpania                                | Madryt                   | Udział prezydenta w szczycie Sojuszu Północnoatlantyckiego, gdzie odbył rozmowy m.in. z prezydentem Stanów Zjednoczonych i Republiki Korei. |
| 153 | 7 lipca            | Litwa                                    | Mariampol                | Andrzej Duda wraz z Gitanasem Nausėdą odwiedził żołnierzy NATO stacjonujących w przesmyku suwalskim. |
| 154 | 6–8 września       | Nigeria Wybrzeże Kości Słoniowej Senegal | Abudża Abidżan Dakar     | Prezydent spotkał się z prezydentem Nigerii Muhammadu Buharim. W Abidżanie spotkał się z prezydentem Wybrzeża Kości Słoniowej Alassanem Ouattarą. W Dakarze para prezydencka spotkała się z prezydentem Senegalu Mackym Sall'em i jego małżonką. Były to pierwsze w historii wizyty polskiego prezydenta w tych państwach.                                   |
| 155 | 18–19 września     | Wielka Brytania                          | Londyn                   | Prezydent wraz z małżonką wziął udział w uroczystościach pogrzebowych królowej Elżbiety II, dzień wcześniej spotkał się z nową premier brytyjskiego rządu Liz Truss. |
| 156 | 19–22 września     | Stany Zjednoczone ( ONZ)                 | Nowy Jork                | Andrzej Duda wziął udział w 77. sesji Zgromadzenia Ogólnego ONZ. Rozmawiał z głowami państw, m.in. z królem Jordanii Abd Allahem II, prezydentem Turcji Recepem Tayyip Erdoğanem i prezydentem Brazylii Jairem Bolsonaro. Para prezydencka spotkała się z Polonią i wzięła udział w uroczystościach pogrzebowych Edwarda Mosberga.                           |
| 157 | 5–6 października   | Malta                                    | Valletta                 | Prezydent spotkał się z prezydentami państw Grupy Arraiolos. |
| 158 | 11 października    | Słowacja                                 | Bratysława               | Spotkanie z prezydentami państw Grupy Wyszehradzkiej. |
| 159 | 16–18 października | Włochy Watykan                           | Rzym                     | Para prezydencka złożyła kwiaty na grobie Jana Pawła II w 44. rocznicę wyboru na papieża. Andrzej Duda wziął udział w Światowym Forum Żywnościowym. Spotkał się z prezydentem Włoch Sergio Mattarellą. |
| 160 | 7–8 listopada      | Egipt                                    | Szarm el-Szejk           | Udział prezydenta w konferencji ONZ w sprawie zmian klimatu COP27. |
| 161 | 24–25 listopada    | Litwa                                    | Kowno                    | Prezydent wziął udział w konferencji The Idea of Europe organizowanej przez Uniwersytet Witolda Wielkiego i spotkał się z prezydentami Litwy, Łotwy i Rumunii. |
| 162 | 12 grudnia         | Niemcy                                   | Berlin                   | Andrzej Duda spotkał się z prezydentem Niemiec Frankiem-Walterem Steinmeierem. |

## Rok 2023
Wykaz podróży zagranicznych Andrzeja Dudy w 2023 roku.
| Lp. | Termin                       | Państwo                      | Miejsce         | Szczegóły spotkania |
| --- | ---------------------------- | ---------------------------- | --------------- | --- |
| 163 | 1 stycznia                   | Słowacja                     | Bratysława      | Prezydent wziął udział w uroczystościach 30-lecia niepodległości Słowacji. |
| 164 | 5 stycznia                   | Watykan                      | Rzym            | Udział prezydenta w uroczystościach pogrzebowych papieża Benedykta XVI. |
| 165 | 11 stycznia                  | Ukraina                      | Lwów            | Udział w spotkaniu prezydentów państw Trójkąta Lubelskiego. |
| 166 | 17–19 stycznia               | Szwajcaria                   | Davos           | Udział prezydenta w Światowym Forum Ekonomicznym. Odbył tam spotkania m.in. z prezydentami Szwajcarii, Tanzanii, Litwy oraz Łotwy i wziął udział w panelach dotyczących niezależności energetycznej, bezpieczeństwa i przyszłości NATO. |
| 167 | 24 stycznia                  | Czechy                       | Náchod          | Spotkanie polskiej pary prezydenckiej z prezydentem Milošem Zemanem i jego małżonką. |
| 168 | 31 stycznia – 2 lutego       | Łotwa                        | Ryga            | Oficjalna wizyta pary prezydenckiej na Łotwie. W jej trakcie prezydent spotkał się z Polakami mieszkającymi w tym państwie, a z władzami rozmawiał o bezpieczeństwie i wzmocnieniu wschodniej flanki NATO. |
| 169 | 15 lutego                    | Belgia ( NATO)               | Bruksela        | Spotkanie z Sekretarzem Generalnym NATO Jensem Stoltenbergiem. |
| 170 | 16–17 lutego                 | Wielka Brytania              | Londyn          | Prezydent spotkał się z królem Karolem III i premierem Rishim Sunakiem. |
| 171 | 17–18 lutego                 | Niemcy                       | Monachium       | Udział w Monachijskiej Konferencji Bezpieczeństwa. Andrzej Duda rozmawiał m.in. z kanclerzem Niemiec Olafem Scholzem, prezydentem Francji Emmanuelem Macronem, prezydentem-elektem Czech Petrem Pavelem i premierem Norwegii Jonasem Gahrem Størem. |
| 172 | 4–6 marca                    | Katar                        | Doha            | Udział w V Konferencji ONZ ws. państw najsłabiej rozwiniętych. |
| 173 | 7–8 marca                    | Zjednoczone Emiraty Arabskie | Abu Zabi Masdar | Prezydent spotkał się z prezydentem Zjednoczonych Emiratów Arabskich Muhammadem ibn Zajidem Al Nahajjanem i premierem Muhammadem ibn Raszidem Al Maktumem. |
| 174 | 3 kwietnia                   | Włochy Watykan               | Rzym            | Prezydent przybył do Rzymu żeby odebrać Ogień Pokoju od którego odpalony będzie znicz Igrzysk Europejskich w Krakowie. Złożył też kwiaty na grobie Jana Pawła II. |
| 175 | 14 kwietnia                  | Austria                      | Wiedeń          | Oficjalne spotkania z prezydentem Austrii Alexandrem Van der Bellenem, kanclerzem Karlem Nehammerem i Dyrektorem Generalnym Międzynarodowej Agencji Energii Atomowej Rafaelem Mariano Grossim. |
| 176 | 24–26 kwietnia               | Mongolia                     | Ułan Bator      | Oficjalna wizyta pary prezydenckiej w Mongolii. W jej trakcie Andrzej Duda spotkał się z prezydentem Uchnaagijnem Chürelsüchem i uczestniczył w Polsko-Mongolskim Forum Biznesowym. Prezydent otworzył ambasadę Polski w Ułan Bator, a na Państwowym Uniwersytecie Mongolskim otrzymał tytuł doktora honoris causa.                                                                           |
| 177 | 6 maja                       | Wielka Brytania              | Londyn          | Udział prezydenta wraz z małżonką w koronacji króla Karola III. |
| 178 | 10–11 maja                   | Albania                      | Tirana          | Oficjalna wizyta prezydenta Dudy w Albanii. Spotkał się z prezydentem tego kraju Bajramem Begajem i uczestniczył w Polsko-Albańskim Okrągłym Stole Biznesowym. |
| 179 | 16–17 maja                   | Islandia                     | Reykjavík       | Prezydent wziął udział w 4. Sczycie Głów Państw i Szefów Rządów Państw Europy. Spotkał się z prezydentem Islandii Guðnim Jóhannessonem, prezydentem Finlandii Saulim Niinistö i prezydent Słowenii Natašą Pirc Musar. |
| 180 | 23–24 maja                   | Wielka Brytania              | Londyn          | Andrzej Duda wziął udział w Londyńskiej Konferencji ws. Obronności oraz konferencji The Wall Street Journal’s CEO Council Summit, spotkał się również z Polonią. |
| 181 | 6 czerwca                    | Słowacja                     | Bratysława      | Udział w szczycie Bukaresztańskiej Dziewiątki. |
| 182 | 12 czerwca                   | Francja                      | Paryż           | Udział w szczycie Trójkąta Weimarskiego. |
| 183 | 27 czerwca                   | Holandia                     | Haga            | Prezydent spotkał się na konsultacjach przed szczytem NATO w Wilnie z premierem Królestwa Niderlandów Markiem Rutte, Sekretarzem Generalnym NATO Jensem Stoltenbergiem, prezydentem Litwy Gitanasem Nausėdą, prezydentem Rumunii Klausem Iohannisem, premierem Norwegii Jonasem Størem, premierem Belgii Alexandrem De Croo i premierem Albanii Edim Ramą.                                    |
| 184 | 28 czerwca                   | Ukraina                      | Kijów           | Razem z prezydentem Litwy Gitanasem Nausėdą, prezydent Duda spotkał się z prezydentem Ukrainy Wołodymyrem Zełenskim z okazji Dnia Konstytucji Ukrainy. |
| 185 | 5–7 lipca                    | Litwa                        | Wilno Kłajpeda  | Udział prezydenta Dudy i jego małżonki w obchodach Święta Narodowego Litwy. Para prezydencka spotkała się z Polakami mieszkającymi na Wileńszczyźnie. Razem z Gitanasem Nausėdą prezydent wziął udział w ćwiczeniach polskich i litewskich wojsk specjalnych. |
| 186 | 9 lipca                      | Ukraina                      | Łuck            | Andrzej Duda razem z prezydentem Ukrainy Wołodymyrem Zełenskim oddał hołd ofiarom rzezi wołyńskiej. |
| 187 | 10–12 lipca                  | Litwa                        | Wilno           | Udział w szczycie NATO. |
| 188 | 6–7 września                 | Rumunia                      | Bukareszt       | Udział prezydenta w szczycie Inicjatywy Trójmorza. |
| 189 | 16–21 września               | Stany Zjednoczone ( ONZ)     | Nowy Jork       | Udział prezydenta w debacie generalnej 78. sesji Zgromadzenia Ogólnego ONZ i w Debacie Otwartej Rady Bezpieczeństwa ONZ. Para prezydencka w rocznicę sowieckiej agresji na Polskę złożyła wieniec pod pomnikiem katyńskim w Jersey City i spotkała się z Polonią. Andrzej Duda odbył spotkania z prezydentem Turcji Recepem Tayyip Erdoğanem i Sekretarzem Generalnym ONZ António Guterresem. |
| 190 | 30 września – 1 października | Stany Zjednoczone            | Nowy Jork       | Uczestnictwo prezydenta w paradzie Pułaskiego. Był to pierwszy raz kiedy urzędujący prezydent wziął udział w tym wydarzeniu. |
| 191 | 6 października               | Portugalia                   | Porto           | Spotkanie z prezydentami państw Grupy Arraiolos. |
| 192 | 15–16 października           | Watykan                      | Rzym            | Udział pary prezydenckiej w uroczystościach upamiętniających 45. rocznicę wyboru Karola Wojtyły na papieża. |
| 193 | 22 listopada                 | Czechy                       | Praga           | Udział w spotkaniu prezydentów państw Grupy Wyszehradzkiej. |
| 194 | 30 listopada – 2 grudnia     | Zjednoczone Emiraty Arabskie | Dubaj           | Udział w konferencji klimatycznej COP28. |
| 195 | 12 grudnia                   | Szwajcaria ( MKOl)           | Lozanna Genewa  | Spotkanie w siedzibie Międzynarodowego Komitetu Olimpijskiego w Lozannie z przewodniczącym tej organizacji Thomasem Bachem. W Genewie wziął udział w szczycie ONZ ws. praw człowieka. |
| 196 | 18 grudnia                   | Estonia                      | Ämari           | Świąteczne spotkanie polskiej i estońskiej pary prezydenckiej z żołnierzami stacjonującymi w bazie w Ämari. |

## Rok 2024
Wykaz podróży zagranicznych Andrzeja Dudy w 2024 roku.
| Lp. | Termin             | Państwo                  | Miejsce                            | Szczegóły spotkania |
| --- | ------------------ | ------------------------ | ---------------------------------- | --- |
| 197 | 15–18 stycznia     | Szwajcaria               | Davos                              | Udział prezydenta w Światowym Forum Ekonomicznym w Davos. Spotkał się tam m.in. z Sekretarzem Generalnym NATO Jensem Stoltenbergiem, Sekretarzem Generalnym ONZ António Guterresem, prezydentami Litwy, Łotwy i Chorwacji oraz prezydentem Ukrainy Wołodymyrem Zełenskim.                                                 |
| 198 | 21 stycznia        | Litwa                    | Wilno                              | Udział w obchodach 161. rocznicy wybuchu powstania styczniowego wraz z prezydentem Litwy Gitanasem Nausėdą i liderką białoruskiej opozycji Swiatłaną Cichanouską. |
| 199 | 4–6 lutego         | Kenia                    | Nairobi Kiambu                     | Oficjalna wizyta pary prezydenckiej w Kenii. Prezydent spotkał się z prezydentem tego kraju Williamem Ruto i z przedstawicielami Polonii. Andrzej Duda odwiedził Centrum Szkoleń Strażackich i Ratunkowych w Kiambu, wybudowane przez Polskie Centrum Pomocy Międzynarodowej.                                             |
| 200 | 6–8 lutego         | Rwanda                   | Kigali Kibeho                      | Prezydent Duda spotkał się z prezydentem Rwandy Paulem Kagame. Para prezydencka złożyła wizytę w Ośrodku dla Dzieci Niewidomych w Kibeho. |
| 201 | 8–9 lutego         | Tanzania                 | Dar es Salaam                      | Oficjalne spotkanie z prezydent Tanzanii Samią Suluhu. Prezydent rozmawiał również z przedstawicielami środowisk związanych z Polską. |
| 202 | 26 lutego          | Francja                  | Paryż                              | Udział w spotkaniu głów państw i szefów rządów na zaproszenie prezydenta Francji Emmanuela Macrona. |
| 203 | 12–13 marca        | Stany Zjednoczone        | Waszyngton Waynesboro Fort Stewart | Prezydent Duda odbył spotkanie z kongresmenami a następnie, wraz z premierem Donaldem Tuskiem, z prezydentem Stanów Zjednoczonych Joe Bidenem. Odwiedził elektrownię atomową w pobliżu Waynesboro w stanie Georgia i spotkał się z żołnierzami w bazie w Fort Stewart.                                                    |
| 204 | 14 marca           | Belgia ( NATO)           | Bruksela                           | Spotkanie z Sekretarzem Generalnym NATO Jensem Stoltenbergiem w Kwaterze Głównej NATO. |
| 205 | 19–21 marca        | Słowenia                 | Lublana Kranj Planica              | Oficjalna wizyta pary prezydenckiej w Republice Słowenii. Andrzej Duda spotkał się z prezydent tego kraju Natašą Pirc Musar oraz ze skoczkami narciarskimi biorącymi udział w zawodach w Planicy. |
| 206 | 11 kwietnia        | Litwa                    | Wilno                              | Udział prezydenta w 9. szczycie państw Trójmorza. |
| 207 | 16–18 kwietnia     | Stany Zjednoczone ( ONZ) | Nowy Jork                          | Prezydent w siedzibie ONZ w Nowym Jorku odbył szereg spotkań z urzędnikami Organizacji i innych państw. Rozmawiał m.in. z Sekretarzem Generalnym ONZ António Guterresem i ministrem spraw zagranicznych Jordanii. Prywatnie spotkał się z Donaldem Trumpem.                                                               |
| 208 | 18–23 kwietnia     | Kanada                   | Vancouver Edmonton                 | Para prezydencka spotkała się z Polonią w Vancouver i Edmonton. Andrzej Duda w bazie wojskowej Esquiumalt spotkał się z premierem Kanady Justinem Trudeau. W Edmonton wziął udział w Kanadyjskiej Konwencji Wodorowej. |
| 209 | 25–26 kwietnia     | Litwa                    | Kowno Rejon olicki                 | Udział wraz z prezydentem Litwy Gitanasem Nausėdą w ćwiczeniach wojskowych „Brave Griffin” a także w debacie „The Idea of Europe Forum”. |
| 210 | 13–15 maja         | Katar                    | Doha                               | Udział prezydenta w Katarskim Forum Ekonomicznym. Spotkanie z polskimi żołnierzami z Polskiego Kontyngentu Wojskowego w Iraku stacjonującymi w bazie Al Udeid. |
| 211 | 17–18 maja         | Włochy Watykan           | Rzym Monte Cassino                 | Udział pary prezydenckiej w uroczystościach 80. rocznicy bitwy o Monte Cassino. Spotkanie z prezydentem Włoch Sergio Mattarellą. Złożenie kwiatów na grobie św. Jana Pawła II w 104. rocznicę urodzin. |
| 212 | 28 maja            | Czechy                   | Praga                              | Udział w szczycie amunicyjnym w Pradze. |
| 213 | 6 czerwca          | Francja                  | Plaża Omaha                        | Udział w uroczystościach 80. rocznicy lądowania wojsk alianckich w Normandii. |
| 214 | 10–11 czerwca      | Łotwa                    | Ryga                               | Udział w szczycie Bukaresztańskiej Dziewiątki. |
| 215 | 15–16 czerwca      | Szwajcaria               | Lucerna                            | Udział w Szczycie w Sprawie Pokoju na Ukrainie. |
| 216 | 22–26 czerwca      | Chiny                    | Pekin Dalian Szanghaj              | Oficjalna wizyta prezydenta w Chinach. Spotkał się z Przewodniczącym Chińskiej Republiki Ludowej Xi Jinpingiem. W Dalian uczestniczył w letniej edycji Światowego Forum Ekonomicznego a w Szanghaju w Polsko-Chińskim Forum Gospodarczym.                                                                                 |
| 217 | 9–11 lipca         | Stany Zjednoczone        | Waszyngton                         | Udział w szczycie NATO w 75. rocznicę powstania Sojuszu. W jego trakcie spotkał się z prezydentem Republiki Korei Yoon Suk-yeolem, premier Włoch Giorgią Meloni i premierem Wielkiej Brytanii Keirem Starmerem. Prezydent uczestniczył również w posiedzeniu Rady NATO–Ukraina na szczeblu Głów Państw i Szefów Rządów.   |
| 218 | 26–28 lipca        | Francja                  | Paryż                              | Udział w ceremonii otwarcia XXXIII Igrzysk Olimpijskich. Otwarcie Domu Polskiego w Paryżu, spotkanie z przywódcami, którzy przyjechali na ceremonię otwarcia. Andrzej Duda spotkał się z Prezydentem Międzynarodowego Komitetu Olimpijskiego Thomasem Bachem i kibicował polskim sportowcom biorącym udział w igrzyskach. |
| 219 | 10 sierpnia        | Francja                  | Paryż                              | Prezydent kibicował polskim siatkarzom w finałowym meczu turnieju olimpijskiego. |
| 220 | 24 sierpnia        | Ukraina                  | Kijów                              | Udział prezydenta w uroczystościach 33. rocznicy uzyskania niepodległości przez Ukrainę. |
| 221 | 21–25 września     | Stany Zjednoczone ( ONZ) | Nowy Jork Doylestown               | Udział w Szczycie dla Przyszłości i 79. sesji Zgromadzenia Ogólnego ONZ. Spotkanie pary prezydenckiej z przedstawicielami Polonii. Na marginesie szczytu Andrzej Duda przeprowadził rozmowy z głowami państw G7 i Unii Europejskiej, oraz Państw Bałtyckich.                                                              |
| 222 | 22–25 października | Korea Południowa         | Seul Changwon                      | Oficjalna wizyta pary prezydenckiej w Republice Korei. Prezydent spotkał się z prezydentem Yoon Suk-yeolem i Przewodniczącym Zgromadzenia Narodowego Woo Won-shikiem i odwiedził zakłady zbrojeniowe w Changwon. |
| 223 | 12 listopada       | Azerbejdżan              | Baku                               | Udział w konferencji klimatycznej COP29. |
| 224 | 19 listopada       | Jordania                 | Amman                              | Oficjalna wizyta prezydenta w Jordanii. Spotkał się z premierem Dżafarem Hassanem i królem Abd Allahem II ibn Husajnem z którym obserwował ćwiczenia polskich i jordańskich sił specjalnych. |
| 225 | 25–27 listopada    | Armenia                  | Erywań                             | Oficjalna wizyta prezydenta w Armenii. Spotkał się z prezydentem kraju Wahagnem Chaczaturianem. Odwiedził Armeńską Giełdę Papierów Wartościowych i spotkał się z Polonią. |
| 226 | 6 grudnia          | Litwa                    | Kłajpeda                           | Prezydent, razem z prezydentem Litwy Gitanasem Nausėdą, prezydentem Łotwy Edgarsem Rinkēvičsem oraz prezydentem Estonii Alarem Karisem wziął udział w ceremonii przekazania aktu własności pływającej instalacji do magazynowania i regazyfikacji „Independence” Litwie.                                                  |
| 227 | 7 grudnia          | Francja                  | Paryż                              | Udział w ponownym otwarciu katedry Notre-Dame w Paryżu. |
| 228 | 18 grudnia         | Belgia ( NATO)           | Bruksela                           | Udział w spotkaniu przywódców państw europejskich z Sekretarzem Generalnym NATO Markiem Rutte z udziałem prezydenta Wołodymyra Zełenskiego. |

## Rok 2025
Wykaz podróży zagranicznych Andrzeja Dudy w 2025 roku.
| Lp. | Termin         | Państwo                           | Miejsce                       | Szczegóły spotkania |
| --- | -------------- | --------------------------------- | ----------------------------- | --- |
| 229 | 21–23 stycznia | Szwajcaria                        | Davos                         | Udział prezydenta w Światowym Forum Ekonomicznym w Davos. Spotkał się tam m.in. z królem Belgów Filipem I, prezydentem Singapuru Tharmanem Shanmugaratnamem i premierem Czarnogóry Milojko Spajićem. Andrzej Duda wziął udział w Ukrainian Breakfast wraz z Sekretarzem Generalnym NATO Markiem Rutte i prezydentami Finlandii i Łotwy: Alexandrem Stubbem i Edgarsem Rinkēvičsem. |
| 230 | 9 lutego       | Litwa                             | Wilno                         | Udział w uroczystości przyłączenia do europejskiej sieci energetycznej Litwy, Łotwy i Estonii. |
| 231 | 11–12 lutego   | Zjednoczone Emiraty Arabskie      | Dubaj                         | Udział w Światowym Szczycie Rządów. Spotkał się z prezydentem Zjednoczonych Emiratów Arabskich Szejkiem Muhammadem bin Zajidem Al Nahajjanem i premierem Kuwejtu Muhammadem Sabahem as-Salimem as-Sabahem |
| 232 | 22 lutego      | Stany Zjednoczone                 | Waszyngton                    | Spotkanie z prezydentem Donaldem Trumpem oraz udział w konferencji CPAC. |
| 233 | 1–4 marca      | Stany Zjednoczone ( ONZ)          | Chicago Nowy Jork             | Prezydent Duda wraz z małżonką spotkał się z Polonią w Chicago i wziął udział w obchodach dnia Kazimierza Pułaskiego. Wystąpił również przed Zgromadzeniem Ogólnym Organizacji Narodów Zjednoczonych z pożegnalnym przemówieniem. |
| 234 | 6 marca        | Belgia ( NATO)                    | Bruksela                      | Spotkanie z Sekretarzem Generalnym NATO Markiem Rutte. |
| 235 | 20–21 marca    | Węgry                             | Kaposvár                      | Udział w uroczystościach Dnia Przyjaźni Polsko-Węgierskiej wraz z prezydentem Węgier Tamásem Sulyokiem. |
| 236 | 26–28 marca    | Włochy ( Zakon Maltański) Watykan | Rzym                          | Spotkanie z Wielkim Mistrzem Suwerennego Wojskowego Zakonu Maltańskiego Johnem Dunlapem w 35. rocznicę nawiązania stosunków dyplomatycznych z Zakonem Maltańskim. Prezydent z małżonką odwiedził Watykan i złożył kwiaty na grobie św. Jana Pawła II. Andrzej Duda spotkał się z prezydentem Republiki Włoskiej Sergio Mattarellą oraz z premier Włoch Giorgią Meloni.             |
| 237 | 1–2 kwietnia   | Słowacja                          | Štrbské Pleso Stary Smokowiec | Spotkanie prezydenta Dudy z prezydentem Słowacji Peterem Pellegrinim. Obaj prezydenci odwiedzili Stary Smokowiec gdzie obejrzeli wystawę z okazji 30. rocznicy wizyty Jana Pawła II na Słowacji. |
| 238 | 8–9 kwietnia   | Estonia                           | Tallinn                       | Oficjalna wizyta pary prezydenckiej w Estonii. Andrzej Duda spotkał się z prezydentem Estonii Alarem Karisem a także z premierem Kristenem Michalem i przewodniczącym parlamentu Republiki Estońskiej Laurim Hussarem. Prezydent RP odwiedził również cyberpoligon CyberRange 14.                                                                                                  |
| 239 | 15 kwietnia    | Chorwacja                         | Zagrzeb                       | Oficjalna wizyta pary prezydenckiej w Chorwacji. Prezydent Duda spotkał się z prezydentem Chorwacji Zoranem Milanovićem. |
| 240 | 16 kwietnia    | Francja                           | Strasburg                     | Prezydent spotkał się z żołnierzami Eurokorpusu. |
| 241 | 26 kwietnia    | Watykan                           | Rzym                          | Udział pary prezydenckiej w uroczystościach pogrzebowych papieża Franciszka. |
| 242 | 7 maja         | Bułgaria                          | Sofia                         | Oficjalna wizyta prezydenta w Bułgarii. Odbył spotkanie z prezydentem Rumenem Radewem i premierem Rosenem Żelazkowem. |
| 243 | 17–18 maja     | Watykan                           | Rzym                          | Udział pary prezydenckiej w inauguracji pontyfikatu papieża Leona XIV. |
| 244 | 27 maja        | Niemcy                            | Berlin                        | Oficjalna wizyta pary prezydenckiej w Niemczech. Spotkanie z prezydentem Frankiem-Walterem Steinmeierem. |
| 245 | 2–3 czerwca    | Litwa                             | Wilno                         | Udział w szczycie państw Bukaresztańskiej Dziewiątki i Państw Nordyckich. Spotkał się również w cztery oczy z prezydentem Litwy Gitanasem Nausėdą. |
| 246 | 9–11 czerwca   | Malezja                           | Kuala Lumpur                  | Oficjalna wizyta pary prezydenckiej w Malezji. Spotkanie z premierem Anwarem Ibrahimem. |
| 247 | 12–13 czerwca  | Singapur                          | Singapur                      | Prezydent Andrzej Duda spotkał się z prezydentem Singapuru Tharmanem Shanmugaratnamem i premierem tego kraju Lawrencem Wongiem. Para prezydencka spotkała się również z Polakami mieszkającymi w Singapurze. |
| 248 | 23 czerwca     | Czarnogóra                        | Podgorica                     | Oficjalna wizyta w Czarnogórze. Prezydent rozmawiał z prezydentem Czarnogóry Jakovem Milatovićem. |
| 249 | 24 czerwca     | Holandia                          | Haga                          | Udział w szczycie Sojuszu Północnoatlantyckiego. |
| 250 | 28 czerwca     | Ukraina                           | Kijów                         | Pożegnalna wizyta prezydenta w Kijowie, spotkał się tam z prezydentem Wołodymyrem Zełenskim. Udział w obchodach Dnia Konstytucji Ukrainy. |
| 251 | 29–30 czerwca  | Hiszpania                         | Sewilla                       | Udział w IV Międzynarodowej Konferencji ONZ na rzecz Finansowania dla Rozwoju. Na marginesie szczytu prezydent spotkał się z premierem Ekwadoru Danielem Noboą i prezydentem Kenii Williamem Ruto. |
| 252 | 3 lipca        | Watykan                           | Rzym                          | Audiencja u papieża Leona XIV. |
| 253 | 6–7 lipca      | Czechy                            | Praga                         | Oficjalna wizyta pary prezydenckiej w Republice Czeskiej. Spotkanie z prezydentem Petrem Pavlem i premierem Petrem Fialą. Wziął udział w dyskusji „Europa Środkowa na progu nowej epoki” zorganizowanej przez Uniwersytet CEVRO. |

## Spotkania z szefami państw, rządów i instytucji międzynarodowych w kraju
| Lp. | Termin                  | Miejsce              | Szczegóły spotkania |
| --- | ----------------------- | -------------------- | --- |
| 1   | 8 września 2015         | Kraków               | Spotkanie z prezydent Chorwacji Kolindą Grabar-Kitarović. |
| 2   | 8 września 2015         | Krynica-Zdrój        | Udział Prezydenta RP, wraz z prezydentami Chorwacji i Macedonii, w XXV Forum Ekonomicznym w Krynicy oraz spotkanie z prezydentem Macedonii Gorge Iwanowem. |
| 3   | 9 września 2015         | Warszawa             | Spotkanie w Pałacu Prezydenckim z premierem Ukrainy Arsenijem Jaceniukiem. |
| 4   | 17 września 2015        | Warszawa             | Spotkanie w Pałacu Prezydenckim z wiceprezydentem Brazylii Michelem Temerem |
| 5   | 13 października 2015    | Warszawa             | Spotkanie w Pałacu Prezydenckim z królem Belgów Filipem I Koburgiem. |
| 6   | 10 grudnia 2015         | Warszawa             | Spotkanie w Pałacu Prezydenckim z premierem Wielkiej Brytanii Davidem Cameronem. |
| 7   | 28 stycznia 2016        | Warszawa             | Spotkanie w Pałacu Prezydenckim z prezydent Chorwacji Kolindą Grabar-Kitarović. |
| 8   | 22 kwietnia 2016        | Warszawa             | Spotkanie w Pałacu Prezydenckim z prezydentem Słowenii Borutem Pahorem. |
| 9   | 30 maja 2016            | Warszawa             | Spotkanie w Pałacu Prezydenckim z sekretarz generalnym NATO Jensem Stoltenbergem. |
| 10  | 8 czerwca 2016          | Warszawa             | Spotkanie w Pałacu Prezydenckim z wiceprezydent Wietnamu Đặng Thị Ngọc Thịnh |
| 11  | 17 czerwca 2016         | Warszawa             | Spotkanie w Pałacu Prezydenckim z prezydentem Niemiec Joachiem Gauckiem. |
| 12  | 19 czerwca 2016         | Warszawa             | Spotkanie w Pałacu Prezydenckim z przewodniczącym Chińskiej Republiki Ludowej Xi Jinpingem. |
| 13  | 28 czerwca 2016         | Poznań               | Udział Prezydenta RP Andrzeja Dudy, wraz z prezydentem Węgier Jánosem Áderem, w 60. rocznicy poznańskiego czerwca. |
| 14  | 7 lipca 2016            | Warszawa             | Spotkanie w Belwederze z sekretarzem generalnym NATO Jensem Stoltenbergem |
| 15  | 10 lipca 2016           | Warszawa             | Spotkanie w Belwederze z prezydentem Rumunii Klausem Iohannisem |
| 16  | 27 lipca 2016           | Kraków               | Spotkanie na Wawelu z papieżem Franciszkiem. |
| 17  | 29 lipca 2016           | Warszawa             | Spotkanie w Belwederze z prezydentem Panamy Juanem Carlosem Varela. |
| 18  | 22 sierpnia 2016        | Warszawa             | Spotkanie w Pałacu Prezydenckim z prezydentem Kazachstanu Nursułtanem Nazarbajewem. |
| 19  | 28 sierpnia 2016        | Gdańsk               | Spotkanie z królem Jordanii Abdullahem II. |
| 20  | 6 września 2016         | Warszawa             | Spotkanie w Pałacu Prezydenckim z prezydentem Palestyny Mahmoudem Abbasem. |
| 21  | 7 października 2016     | Warszawa             | Spotkanie w Belwederze z prezydentem Słowacji Andrejem Kiską. |
| 22  | 14–15 października 2016 | Łańcut Rzeszów       | Udział Prezydenta RP Andrzeja Dudy, wraz z prezydentami Węgier, Słowacji, Czech i z wiceprezewodniczącym Komisji Europejskiej Marošem Šefčovičem, w szczycie Grupy Wyszehradzkiej. |
| 23  | 27 października 2016    | Warszawa             | Spotkanie w Pałacu Prezydenckim z prezydentem Senegalu Mackim Sallim. |
| 24  | 3 listopada 2016        | Warszawa             | Spotkanie w Belwederze z prezydent Estonii Kersti Kaljulaid |
| 25  | 9 listopada 2016        | Warszawa             | Spotkanie w Pałacu Prezydenckim z wiceprezydentem Iranu Alim Akbarem Salehim. |
| 26  | 28 listopada 2016       | Szczecin             | Spotkanie z prezydentem Niemiec Joachimem Gauckiem. |
| 27  | 2 grudnia 2016          | Warszawa             | Spotkanie w Pałacu Prezydenckim z prezydentem Ukrainy Petro Poroszenko. |
| 28  | 7 lutego 2017           | Warszawa             | Spotkanie w Pałacu Prezydenckim z kanclerz Niemiec Angelą Merkel |
| 29  | 9 marca 2017            | Warszawa             | Spotkanie w Pałacu Prezydenckim z wiceprzewodniczącym Komisji Europejskiej Valdisem Dombrovskisem. |
| 30  | 22 marca 2017           | Warszawa             | Spotkanie w Belwederze z księciem regentem Liechtensteinu Aloizym. |
| 31  | 24 marca 2017           | Piotrków Trybunalski | Spotkanie z prezydentem Węgier Jánosem Áderem. |
| 32  | 27 kwietnia 2017        | Warszawa             | Spotkanie w Pałacu Prezydenckim z wiceprezydentem Indii Mohammadem Hamidem Ansarim. |
| 33  | 5 maja 2017             | Warszawa             | Spotkanie w Pałacu Prezydenckim z Emirem Kataru Tamimem ibn Hamadem Al-Sanim. |
| 34  | 15 maja 2017            | Warszawa             | Spotkanie w Pałacu Prezydenckim z prezydentem Łotwy Raimondsem Vējonisem. |
| 35  | 19 maja 2017            | Warszawa             | Spotkanie w Pałacu Prezydenckim z prezydentem Niemiec Frankiem-Walterem Steinmeierem. |
| 36  | 22 maja 2017            | Warszawa             | Spotkanie w Pałacu Prezydenckim z prezydentem Singapuru Tony Tan Keng Yam. |
| 37  | 27 czerwca 2017         | Warszawa             | Spotkanie w Pałacu Prezydenckim z prezydentem Azerbejdżanu Ilhamem Alijewem. |
| 38  | 6 lipca 2017            | Warszawa             | Spotkanie w Zamku Królewskim z prezydentem Stanów Zjednoczonych Donaldem Trumpem. |
| 39  | 6–7 lipca 2017          | Warszawa             | Spotkanie liderów państw Trójmorza i prezydenta Stanów Zjednoczonych Donalda Trumpa. |
| 40  | 7 lipca 2017            | Warszawa             | Spotkanie w Pałacu Prezydenckim z prezydent Chorwacji Kolindą Grabar-Kitarowić. |
| 41  | 17 lipca 2017           | Warszawa             | Spotkanie w Pałacu Prezydenckim z brytyjską parą książęcą Księciem Williamem i Księżną Catherine. |
| 42  | 24 sierpnia 2017        | Warszawa             | Spotkanie w Belwederze z sekretarzem generalnym NATO Jensem Stoltenbergem. |
| 43  | 22 września 2017        | Warszawa             | Spotkanie w Pałacu Prezydenckim z premierem Węgier Viktorem Orbanem |
| 44  | 6 października 2017     | Warszawa             | Spotkanie w Belwederze z prezydentem Bułgarii Rumenem Radewem. |
| 45  | 17 października 2017    | Warszawa             | Spotkanie w Pałacu Prezydenckim z prezydentem Turcji Recepem Tayyipem Erdoğanem. |
| 46  | 6 listopada 2017        | Warszawa             | Spotkanie w Pałacu Prezydenckim z prezydentem Iraku Fu’adem Masumem. |
| 47  | 8 listopada 2017        | Warszawa             | Spotkanie w Pałacu Prezydenckim z prezydentem Gruzji Giorgi Margwelaszwilim. |
| 48  | 26 stycznia 2018        | Warszawa             | Spotkanie w Belwederze z Sekretarzem Stanu USA Rexem Tilersonem. |
| 49  | 19 marca 2018           | Warszawa             | Spotkanie w Belwederze z kanclerz Niemiec Angelą Merkel. |
| 50  | 12 kwietnia 2018        | Oświęcim             | Spotkanie w Centrum Dialogu i Modlitwy w Oświęcimiu z prezydentem Izraela Re’uwen Riwlinem. |
| 51  | 24 kwietnia 2018        | Warszawa             | Spotkanie w Pałacu Prezydenckim z prezydentem Etiopii Mulatu Teshomem. |
| 52  | 10 maja 2018            | Warszawa             | Spotkanie w Pałacu Prezydenckim z prezydentem Czech Milošem Zemanem. |
| 53  | 14 maja 2018            | Warszawa             | Spotkanie w Pałacu Prezydenckim z premierem Węgier Viktorem Orbanem. |
| 54  | 23 maja 2018            | Warszawa Gorlice     | Spotkanie oraz wizyta w Gorlicach z prezydentem Słowenii Borutem Pahorem. |
| 55  | 28 maja 2018            | Warszawa             | Spotkanie w Belwederze z sekretarzem generalnym NATO Jensem Stoltenbergem. |
| 56  | 5 czerwca 2018          | Warszawa             | Spotkanie w Pałacu Prezydenckim z prezydentem Niemiec Frankiem Walterem Steinmeierem. |
| 57  | 7 czerwca 2018          | Warszawa             | Spotkanie w Belwederze z prezydentem Rumunii Klausem Iohannisem. |
| 58  | 8 czerwca 2018          | Warszawa             | Udział prezydenta RP Andrzeja Dudy w szczycie grupy B9. Na rozmowy przyjechali: prezydent Rumunii Klaus Iohannis, prezydent Bułgarii Rumen Radew, przewodniczący Izby Poselskiej Czech Radek Vondráček, prezydent Estonii Kersti Kaljulaid, prezydent Litwy Dalia Grybauskaitė, prezydent Łotwy Raimonds Vējonis, prezydent Słowacji Andrej Kiska, prezydent Węgier János Áder. |

## Listy uwierzytelniające
Poniższe tabele przedstawiają listę przyjętych przez Andrzeja Dudę, od 6 sierpnia 2015 r. – dnia zaprzysiężenia na urząd Prezydenta RP, listów uwierzytelniających od nowych ambasadorów w Polsce.

### Rok 2015
| Lp. | Termin         | Państwo           | Tytuł                                                                               | Imię i nazwisko                         |
| --- | -------------- | ----------------- | ----------------------------------------------------------------------------------- | --------------------------------------- |
| 1   | 7 września     | Mongolia          | Ambasador Nadzwyczajny i Pełnomocny Mongolii w RP                                   | Nemekh Bataa                            |
| 2   | 7 września     | Słowacja          | Ambasador Nadzwyczajny i Pełnomocny Republiki Słowackiej w RP                       | Dušan Krištofik                         |
| 3   | 7 września     | Peru              | Ambasador Nadzwyczajny i Pełnomocny Republiki Peru w RP                             | Alberto Efrain Wilfredo Salas Barahona  |
| 4   | 7 września     | Szwajcaria        | Ambasador Nadzwyczajny i Pełnomocny Konfederacji Szwajcarskiej w RP                 | Andrej Motyl                            |
| 5   | 7 września     | Szwecja           | Ambasador Nadzwyczajny i Pełnomocny Królestwa Szwecji w RP                          | Inga Eriksson Fogh                      |
| 6   | 7 października | Grecja            | Ambasador Nadzwyczajny i Pełnomocny Republiki Greckiej                              | Evangelos Tsaoussis                     |
| 7   | 7 października | Stany Zjednoczone | Ambasador Nadzwyczajny i Pełnomocny Stanów Zjednoczonych Ameryki                    | Paul W. Jones                           |
| 8   | 7 października | Singapur          | Ambasador Nadzwyczajny i Pełnomocny Republiki Singapuru                             | Loo Choon Yong                          |
| 9   | 7 października | Kirgistan         | Ambasador Nadzwyczajny i Pełnomocny Republiki Kirgiskiej z siedzibą w Berlinie      | Ermek Ibraimov                          |
| 10  | 2 grudnia      | Katar             | Ambasador Nadzwyczajny i Pełnomocny Państwa Katar                                   | Ahmed Saif S. K. Al-Midhadi             |
| 11  | 2 grudnia      | Kanada            | Ambasador Nadzwyczajny i Pełnomocny Kanady                                          | Stephen de Boer                         |
| 12  | 2 grudnia      | Kuwejt            | Ambasador Nadzwyczajny i Pełnomocny Państwa Kuwejt                                  | Abdullah Khalid M J AlAskar             |
| 13  | 7 grudnia      | Brunei            | Ambasador Nadzwyczajny i Pełnomocny Państwa Brunei Darussalam z siedzibą w Berlinie | Rakiah Hj Abd Lamit                     |
| 14  | 7 grudnia      | Sudan             | Ambasador Nadzwyczajny i Pełnomocny Republiki Sudanu z siedzibą w Berlinie          | Badreldin Abdalla Mohamed Ahmed A. Alla |
| 15  | 7 grudnia      | Salwador          | Ambasador Nadzwyczajny i Pełnomocny Republiki Salwadoru                             | José Atilio Benítez Parada              |
| 16  | 7 grudnia      | Monako            | Ambasador Nadzwyczajny i Pełnomocny Księstwa Monako z siedzibą w Berlinie           | Isabelle Paule Jeanne Berro Amadeï      |
| 17  | 7 grudnia      | Mjanma            | Ambasador Nadzwyczajny i Pełnomocny Republiki Związku Mjanmy z siedzibą w Berlinie  | Yin Yin Myint                           |

### Rok 2016
| Lp. | Termin         | Państwo         | Tytuł | Imię i nazwisko                     |
| --- | -------------- | --------------- | --- | ----------------------------------- |
| 18  | 15 lutego      | Australia       | Ambasador Związku Australijskiego w RP                                                                     | Paul Wojciechowski                  |
| 19  | 15 lutego      | Ekwador         | Ambasador Republiki Ekwadoru w RP z siedzibą w Berlinie                                                    | Jorge Enrique Jurado Mosquera       |
| 20  | 5 kwietnia     | Japonia         | Ambasador Japonii w RP                                                                                     | Shigeo Matsutomi                    |
| 21  | 5 kwietnia     | Bułgaria        | Ambasador Republiki Bułgarii w RP                                                                          | Emil Savov Yalnazov                 |
| 22  | 5 kwietnia     | Wielka Brytania | Ambasador Zjednoczonego Królestwa Wielkiej Brytanii i Irlandii Północnej w RP                              | Jonathan Knott                      |
| 23  | 14 czerwca     | Malezja         | Ambasador Nadzwyczajny i Pełnomocny Malezji w RP                                                           | Ahmad Fadil Shamsuddin              |
| 24  | 14 czerwca     | Senegal         | Ambasador Nadzwyczajny i Pełnomocny Republiki Senegalu w RP                                                | Amadou Dabo                         |
| 25  | 14 czerwca     | Sri Lanka       | Ambasador Nadzwyczajny i Pełnomocny Demokratyczno-Socjalistycznej Republiki Sri Lanki w RP                 | Watte Walawwe Tissa Wijeratne       |
| 26  | 14 czerwca     | Kazachstan      | Ambasador Nadzwyczajny i Pełnomocny Republiki Kazachstanu w RP                                             | Altay Abibullayev                   |
| 27  | 14 czerwca     | Meksyk          | Ambasador Nadzwyczajny i Pełnomocny Meksykańskich Stanów Zjednoczonych w RP                                | Alejandro Negrín Muñoz              |
| 28  | 13 września    | Malta           | Ambasador Nadzwyczajny i Pełnomocny Republiki Malty w RP                                                   | Natasha Meli Daudey                 |
| 29  | 13 września    | Czarnogóra      | Ambasador Nadzwyczajny i Pełnomocny Czarnogóry w RP                                                        | Ljiljana Tošković                   |
| 30  | 13 września    | Holandia        | Ambasador Nadzwyczajny i Pełnomocny Królestwa Niderlandów w RP                                             | Ronald Jacobus Marie van Dartel     |
| 31  | 13 września    | Luksemburg      | Ambasador Nadzwyczajny i Pełnomocny Wielkiego Księstwa Luksemburga w RP                                    | Conrad Bruch                        |
| 32  | 13 września    | Dania           | Ambasador Nadzwyczajny i Pełnomocny Królestwa Danii w RP                                                   | Ole Egberg Mikkelsen                |
| 33  | 28 września    | Francja         | Ambasador Nadzwyczajny i Pełnomocny Republiki Francuskiej w RP                                             | Pierre Lévy                         |
| 34  | 28 września    | Burkina Faso    | Ambasador Nadzwyczajny i Pełnomocny Burkina Faso w RP z siedzibą w Berlinie                                | Simplice Honoré Guibila             |
| 35  | 28 września    | Tadżykistan     | Ambasador Nadzwyczajny i Pełnomocny Republiki Tadżykistanu w RP z siedzibą w Berlinie                      | Maliksho Mahmadshoevich Nematov     |
| 36  | 28 września    | Malawi          | Ambasador Nadzwyczajny i Pełnomocny Republiki Malawi w RP z siedzibą w Berlinie                            | Michael Barth Kamphambe Nkhoma      |
| 37  | 6 października | Turcja          | Ambasador Nadzwyczajny i Pełnomocny Republiki Turcji w RP                                                  | Tahsin Tunç Üğdül                   |
| 38  | 6 października | Etiopia         | Ambasador Nadzwyczajny i Pełnomocny Federalnej Demokratycznej Republiki Etiopii w RP z siedzibą w Berlinie | Kuma Demeksa Tokon                  |
| 39  | 6 października | Mauritius       | Ambasador Republiki Mauritiusu w RP z siedzibą w Berlinie                                                  | Kheswar Jankee                      |
| 40  | 6 października | Namibia         | Ambasador Republiki Namibii w RP z siedzibą w Berlinie                                                     | Andreas B.D. Guibeb                 |
| 41  | 6 października | Islandia        | Ambasador Republiki Islandii w RP z siedzibą w Berlinie                                                    | Martin Eyjólfsson                   |
| 42  | 3 listopada    | Portugalia      | Ambasador Republiki Portugalskiej w RP                                                                     | João Manuel da Cruz da Silva Leitão |
| 43  | 3 listopada    | Cypr            | Ambasador Republiki Cypryjskiej w RP                                                                       | Petros Kestoras                     |
| 44  | 3 listopada    | Tunezja         | Ambasador Republiki Tunezyjskiej w RP                                                                      | Sghaier Fatnassi                    |
| 45  | 3 listopada    | Watykan         | Nuncjusz apostolski w RP                                                                                   | Abp Salvatore Pennacchio            |

### Rok 2017
| Lp. | Termin      | Państwo          | Tytuł                                                                           | Imię i nazwisko                       |
| --- | ----------- | ---------------- | ------------------------------------------------------------------------------- | ------------------------------------- |
| 46  | 10 stycznia | Korea Południowa | Ambasador Nadzwyczajny i Pełnomocny Republiki Korei w RP                        | Sung Joo Choi                         |
| 47  | 10 stycznia | Kuba             | Ambasador Nadzwyczajny i Pełnomocny Republiki Kuby w RP                         | Jorge Marti Martinez                  |
| 48  | 10 stycznia | Egipt            | Ambasador Nadzwyczajny i Pełnomocny Arabskiej Republiki Egiptu w RP             | Hosam Rafik Mohamed Alkaweesh         |
| 49  | 10 stycznia | Jemen            | Ambasador Nadzwyczajny i Pełnomocny Republiki Jemeńskiej w RP                   | Mervat Fadhle Hasson Mojali           |
| 50  | 10 stycznia | Uganda           | Ambasador Nadzwyczajny i Pełnomocny Republiki Ugandy w RP z siedzibą w Berlinie | Marcel Robert Tibaleka                |
| 51  | 10 stycznia | Rwanda           | Ambasador Nadzwyczajny i Pełnomocny Republiki Rwandy w RP z siedzibą w Berlinie | Igor Cesar                            |
| 52  | 2 marca     | Węgry            | Ambasador Węgier w RP                                                           | Orsolya Zsuzsanna Kovács              |
| 53  | 2 marca     | San Marino       | Ambasador Republiki San Marino z siedzibą w San Marino                          | Dario Galassi                         |
| 54  | 7 kwietnia  | Serbia           | Ambasador Republiki Serbii w RP                                                 | Nikola Zurovac                        |
| 55  | 7 kwietnia  | Wietnam          | Ambasador Socjalistycznej Republiki Wietnamu w RP                               | Vũ Đăng Dũng                          |
| 56  | 7 kwietnia  | Boliwia          | Ambasador Wielonarodowego Państwa Boliwii w RP z siedzibą w Berlinie            | Jorge Cárdenas Robles                 |
| 57  | 7 kwietnia  | Mali             | Ambasador Republiki Mali w RP z siedzibą w Berlinie                             | Toumani Djimé Diallo                  |
| 58  | 28 czerwca  | Arabia Saudyjska | Ambasador Królestwa Arabii Saudyjskiej w RP                                     | Mohammed Hussain Mohammed Madani      |
| 59  | 28 czerwca  | Kazachstan       | Ambasador Republiki Kazachstanu w RP                                            | Margulan Baimukhan                    |
| 60  | 28 czerwca  | Gruzja           | Ambasador Gruzji w RP                                                           | Ilia Darchiashvili                    |
| 61  | 28 czerwca  | Benin            | Ambasador Republiki Beninu w RP z siedzibą w Berlinie                           | Josseline Louise Marie da Silva Gbony |
| 62  | 28 czerwca  | Gwatemala        | Ambasador Republiki Gwatemali w RP z siedzibą w Berlinie                        | José Francisco Cali Tzay              |
| 63  | 13 września | Afganistan       | Ambasador Islamskiej Republiki Afganistanu w RP                                 | Gul Hussain Ahmadi                    |
| 64  | 13 września | Nowa Zelandia    | Ambasador Nowej Zelandii w RP                                                   | Mary Patricia Thurston                |
| 65  | 13 września | Pakistan         | Ambasador Islamskiej Republiki Pakistanu w RP                                   | Shafqat Ali Khan                      |
| 66  | 13 września | Tajlandia        | Ambasador Królestwa Tajlandii w RP                                              | Sansanee Sahussarungsi                |
| 67  | 13 września | Chile            | Ambasador Republiki Chile w RP                                                  | Julio Bravo Yubini                    |
| 68  | 27 września | Łotwa            | Ambasador Republiki Łotewskiej w RP                                             | Edgars Bondars                        |
| 69  | 27 września | Nigeria          | Ambasador Federalnej Republiki Nigerii w RP                                     | Eric Adagogo Bell-Gam                 |
| 70  | 27 września | Szwecja          | Ambasador Królestwa Szwecji w RP                                                | Stefan Gullgren                       |
| 71  | 27 września | Nepal            | Ambasador Federalnej Demokratycznej Republiki Nepalu w RP z siedzibą w Berlinie | Ramesh Prasad Khanal                  |
| 72  | 27 września | Kambodża         | Ambasador Królestwa Kambodży w RP z siedzibą w Berlinie                         | Sopharath Touch                       |
| 73  | 7 listopada | Kolumbia         | Ambasador Republiki Kolumbii w RP                                               | Javier Darío Higuera Ángel            |
| 74  | 7 listopada | Austria          | Ambasador Republiki Austrii w RP                                                | Werner Almhofe                        |
| 75  | 7 listopada | Czechy           | Ambasador Republiki Czeskiej w RP                                               | Ivan Jestřáb                          |

### Rok 2018
| Lp. | Termin      | Państwo              | Tytuł                                                    | Imię i nazwisko                          |
| --- | ----------- | -------------------- | -------------------------------------------------------- | ---------------------------------------- |
| 76  | 10 stycznia | Hiszpania            | Ambasador Królestwa Hiszpanii w RP                       | Francisco Javier Sanabria Valderrama     |
| 77  | 10 stycznia | Liban                | Ambasador Republiki Libańskiej w RP                      | Reina Charbel                            |
| 78  | 10 stycznia | Tanzania             | Ambasador Republiki Tanzanii w RP z siedzibą w Berlinie  | Abdallah Saleh Possi                     |
| 79  | 10 stycznia | Salwador             | Ambasador Republiki Salwadoru w RP z siedzibą w Berlinie | Florencia Eugenia Vilanova de von-Oehsen |
| 80  | 10 stycznia | Nikaragua            | Ambasador Republiki Nikaragui w RP z siedzibą w Brukseli | Mauricio Lautaro Sandino Montes          |
| 81  | 17 kwietnia | Norwegia             | Ambasador Królestwa Norwegii w RP                        | Olav Myklebust                           |
| 82  | 17 kwietnia | Chiny                | Ambasador Chińskiej Republiki Ludowej w RP               | Liu Guangyuan                            |
| 83  | 17 kwietnia | Malezja              | Ambasador Malezji w RP                                   | Chitra Devi Ramiah                       |
| 84  | 17 kwietnia | Palestyna            | Ambasador Palestyny w RP                                 | Mahmoud Khalifa                          |
| 85  | 17 kwietnia | Zambia               | Ambasador Republiki Zambii w RP z siedzibą w Berlinie    | Lubinda Mukwita                          |
| 86  | 4 lipca     | Indie                | Ambasador Republiki Indii w RP                           | Tsewang Namgyal                          |
| 87  | 4 lipca     | Argentyna            | Ambasador Republiki Argentyńskiej w RP                   | Ana María Ramírez                        |
| 88  | 4 lipca     | Japonia              | Ambasador Japonii w RP                                   | Tsukasa Kawada                           |
| 89  | 4 lipca     | Paragwaj             | Ambasador Republiki Paragwaju w RP z siedzibą w Berlinie | Daniel Ojeda Cáceres                     |
| 90  | 4 lipca     | Suazi                | Ambasador Królestwa Suazi w RP z siedzibą w Brukseli     | Sibusisiwe Mngomezulu                    |
| 91  | 4 lipca     | Lesotho              | Ambasador Królestwa Lesotho w RP z siedzibą w Berlinie   | Retselisitsoe Calvin Masenyetse          |
| 92  | 6 września  | Bośnia i Hercegowina | Ambasador Bośni i Hercegowiny w RP                       | Ivan Dunđer                              |
| 93  | 6 września  | Szwajcaria           | Ambasador Konfederacji Szwajcarskiej w RP                | Jürg Stephan Burri                       |
| 94  | 6 września  | Irlandia             | Ambasador Irlandii w RP                                  | Emer Margaret O’Connell                  |
| 95  | 6 września  | Iran                 | Ambasador Islamskiej Republiki Iranu w RP                | Masoud Edrisi Kermanshahi                |
| 96  | 6 września  | Estonia              | Ambasador Republiki Estońskiej w RP                      | Martin Roger                             |
| 97  | 6 września  | Stany Zjednoczone    | Ambasador Stanów Zjednoczonych Ameryki w RP              | Georgette Paulsin Mosbacher              |
| 98  | 12 września | Belgia               | Ambasador Królestwa Belgii w RP                          | Luc Frans Jacobs                         |
| 99  | 12 września | Macedonia            | Ambasador Republiki Macedonii w RP                       | Vasil Panovski                           |
| 100 | 12 września | Słowenia             | Ambasador Republiki Słowenii w RP                        | Božena Forštnarič Boroje                 |
| 101 | 12 września | Malta                | Ambasador Republiki Malty w RP                           | John Grech                               |
| 102 | 12 września | Finlandia            | Ambasador Republiki Finlandii w RP                       | Juha Tapio Ottman                        |
| 103 | 9 listopada | Kanada               | Ambasador Kanady w RP                                    | Leslie Louise Scanlon                    |
| 104 | 9 listopada | Kuwejt               | Ambasador Państwa Kuwejt w RP                            | Khalid Yateem Bardi Shahir Alfadhili     |
| 105 | 9 listopada | Włochy               | Ambasador Republiki Włoskiej w RP                        | Aldo Amati                               |

### Rok 2019
| Lp. | Termin          | Państwo                      | Tytuł                                                                      | Imię i nazwisko                                       |
| --- | --------------- | ---------------------------- | -------------------------------------------------------------------------- | ----------------------------------------------------- |
| 106 | 9 stycznia      | Brazylia                     | Ambasador Republiki Brazylii w RP                                          | Hadil Fontes da Rocha Vianna                          |
| 107 | 9 stycznia      | Korea Południowa             | Ambasador Republiki Korei w RP                                             | Mira Sun                                              |
| 108 | 9 stycznia      | Litwa                        | Ambasador Republiki Litewskiej w RP                                        | Eduardas Borisovas                                    |
| 109 | 9 stycznia      | Armenia                      | Ambasador Republiki Armenii w RP                                           | Samvel Mkrtchian                                      |
| 110 | 9 stycznia      | Chorwacja                    | Ambasador Republiki Chorwacji w RP                                         | Tomislav Vidošević                                    |
| 111 | 9 stycznia      | Sri Lanka                    | Ambasador Republiki Sri Lanki w RP                                         | Chandrasekara Atapattu Herath Mudiyanselage Wijeratne |
| 112 | 9 stycznia      | Honduras                     | Ambasador Republiki Hondurasu z siedzibą w Berlinie                        | Christa Castro Varela                                 |
| 113 | 20 marca        | Czarnogóra                   | Ambasador Czarnogóry w RP                                                  | Budimir Šegrt                                         |
| 114 | 20 marca        | Portugalia                   | Ambasador Republiki Portugalskiej w RP                                     | Luís Manuel Ribeiro Cabaço                            |
| 115 | 20 marca        | Białoruś                     | Ambasador Republiki Białorusi w RP                                         | Vladimir Chushev                                      |
| 116 | 20 marca        | Indonezja                    | Ambasador Republiki Indonezji w RP                                         | Siti Nugraha Mauludiah                                |
| 117 | 20 marca        | Bahrajn                      | Ambasador Królestwa Bahrajnu w RP z siedzibą w Berlinie                    | Abdulla Abdullatif Abdulla                            |
| 118 | 20 marca        | Kongo                        | Ambasador Republiki Konga w RP z siedzibą w Berlinie                       | Mamadou Kamara Dekamo                                 |
| 119 | 11 lipca        | Uzbekistan                   | Ambasador Republiki Uzbekistanu w RP                                       | Bakhrom Babaev                                        |
| 120 | 11 lipca        | Filipiny                     | Ambasador Republiki Filipin w RP                                           | Leah Basinang-Ruiz                                    |
| 121 | 11 lipca        | Bośnia i Hercegowina         | Ambasador Bośni i Hercegowiny w RP                                         | Koviljka Špirić                                       |
| 122 | 11 lipca        | Zjednoczone Emiraty Arabskie | Ambasador Zjednoczonych Emiratów Arabskich w RP                            | Abdulrahim Yousif Mohamed Saleh Alawadhi              |
| 123 | 11 lipca        | Czad                         | Ambasador Republiki Czadu w RP z siedzibą w Berlinie                       | Mariam Ali Moussa                                     |
| 124 | 10 października | Maroko                       | Ambasador Królestwa Marokańskiego w RP                                     | Abderrahim Atmoun                                     |
| 125 | 10 października | Holandia                     | Ambasador Królestwa Niderlandów w RP                                       | Daphne Bergsma                                        |
| 126 | 10 października | Australia                    | Ambasador Związku Australijskiego w RP                                     | Lloyd Brodrick                                        |
| 127 | 10 października | Izrael                       | Ambasador Państwa Izrael w RP                                              | Alexander Ben-Zvi                                     |
| 128 | 10 października | Grecja                       | Ambasador Republiki Greckiej w RP                                          | Michael-Efstratios C. Daratzikis                      |
| 129 | 18 października | Francja                      | Ambasador Republiki Francuskiej w RP                                       | Frédéric Billet                                       |
| 130 | 18 października | Mali                         | Ambasador Republiki Mali w RP z siedzibą w Berlinie                        | Oumou Sall Seck                                       |
| 131 | 18 października | Gwinea                       | Ambasador Republiki Gwinei w RP z siedzibą w Berlinie                      | Siradiou Diallo                                       |
| 132 | 18 października | Jordania                     | Ambasador Jordańskiego Królestwa Haszymidzkiego w RP z siedzibą w Berlinie | Basheer Fawwaz Zoubi                                  |
| 133 | 18 października | Botswana                     | Ambasador Republiki Botswany w RP z siedzibą w Berlinie                    | Mmasekgoa Gabaipone Masire-Mwamba                     |
| 134 | 18 października | Tadżykistan                  | Ambasador Republiki Tadżykistanu w RP z siedzibą w Berlinie                | Gayratsho Sohibnazar Qanoatsho                        |

### Rok 2020
| Lp. | Termin      | Państwo           | Tytuł                                                                         | Imię i nazwisko                                        |
| --- | ----------- | ----------------- | ----------------------------------------------------------------------------- | ------------------------------------------------------ |
| 135 | 10 stycznia | Algieria          | Ambasador Algierskiej Republiki Ludowo-Demokratycznej w RP                    | Salem Ait Chabane                                      |
| 136 | 10 stycznia | Angola            | Ambasador Republiki Angoli w RP                                               | Feliciano António dos Santos                           |
| 137 | 10 stycznia | Urugwaj           | Ambasador Wschodniej Republiki Urugwaju w RP                                  | Beraldo Roque Nicola Flaniguen                         |
| 138 | 10 stycznia | Libia             | Ambasador Państwa Libia w RP                                                  | Salah M Almakhzum Assalah                              |
| 139 | 10 stycznia | Katar             | Ambasador Państwa Katar w RP                                                  | Abdulla A. Rahman N. Fakhroo                           |
| 140 | 10 stycznia | Senegal           | Ambasador Republiki Senegalu w RP                                             | Papa Diop                                              |
| 141 | 10 stycznia | Ghana             | Ambasador Republiki Ghany w RP z siedzibą w Watykanie                         | Joseph Kojo Akudibillah                                |
| 142 | 26 lutego   | Słowacja          | Ambasador Republiki Słowackiej w RP                                           | Andrej Droba                                           |
| 143 | 26 lutego   | Islandia          | Ambasador Republiki Islandii z siedzibą w Berlinie                            | María Erla Marelsdóttir                                |
| 144 | 10 września | Mongolia          | Ambasador Mongolii w RP                                                       | Dorj Barkhas                                           |
| 145 | 10 września | Korea Północna    | Ambasador Koreańskiej Republiki Ludowo-Demokratycznej w RP                    | Il Choe                                                |
| 146 | 10 września | Kazachstan        | Ambasador Republiki Kazachstanu w RP                                          | Alim Kirabayev                                         |
| 147 | 10 września | Pakistan          | Ambasador Islamskiej Republiki Pakistanu w RP                                 | Malik Muhammad Farooq                                  |
| 148 | 10 września | Dania             | Ambasador Królestwa Danii w RP                                                | Ole Toft                                               |
| 149 | 10 września | Mołdawia          | Ambasador Republiki Mołdawii w RP                                             | Igor Bodiu                                             |
| 150 | 15 września | Wietnam           | Ambasador Socjalistycznej Republiki Wietnamu w RP                             | Nguyen Hung                                            |
| 151 | 15 września | Panama            | Ambasador Republiki Panamy w RP                                               | Javier Alcides Bonagas de Gracia                       |
| 152 | 15 września | Wielka Brytania   | Ambasador Zjednoczonego Królestwa Wielkiej Brytanii i Irlandii Północnej w RP | Anna Louise Clunes                                     |
| 153 | 15 września | Norwegia          | Ambasador Królestwa Norwegii w RP                                             | Anders Herrød Eide                                     |
| 154 | 15 września | Luksemburg        | Ambasador Wielkiego Księstwa Luksemburga w RP                                 | Paul Pierre Jean Schmit                                |
| 155 | 15 września | Niemcy            | Ambasador Republiki Federalnej Niemiec w RP                                   | Arndt Burchard Ludwig Freiherr Freytag von Loringhoven |
| 156 | 18 grudnia  | Tajlandia         | Ambasador Królestwa Tajlandii w RP                                            | Chettaphan Maksamphan                                  |
| 157 | 18 grudnia  | Japonia           | Ambasador Japonii w RP                                                        | Akio Miyajima                                          |
| 158 | 18 grudnia  | Południowa Afryka | Ambasador Republiki Południowej Afryki w RP                                   | Nomvula Josephine Mngomezulu                           |
| 159 | 18 grudnia  | Egipt             | Ambasador Arabskiej Republiki Egiptu                                          | Hatem Tageldin                                         |

### Rok 2021
| Lp. | Termin          | Państwo                      | Tytuł                                                                            | Imię i nazwisko                     |
| --- | --------------- | ---------------------------- | -------------------------------------------------------------------------------- | ----------------------------------- |
| 160 | 7 kwietnia      | Zakon Maltański              | Ambasador Zakonu Maltańskiego w RP                                               | Niels Carl A. Lorijn                |
| 161 | 7 kwietnia      | Azerbejdżan                  | Ambasador Republiki Azerbejdżanu w RP                                            | Nargiz Gurbanova                    |
| 162 | 7 kwietnia      | Afganistan                   | Ambasador Islamskiej Republiki Afganistanu w RP                                  | Mohammad Naim Taher Qaderi          |
| 163 | 19 maja         | Turcja                       | Ambasador Republiki Turcji w RP                                                  | Cengiz Kamil Firat                  |
| 164 | 19 maja         | Bułgaria                     | Ambasador Republiki Bułgarii w RP                                                | Margarita Ganeva Ganeva             |
| 165 | 6 lipca         | Sri Lanka                    | Ambasador Republiki Sri Lanki w RP                                               | Sriyanee Dhammika Kumari Semasinghe |
| 166 | 6 lipca         | Etiopia                      | Ambasador Federalnej Demokratycznej Republiki Etiopii w RP z siedzibą w Berlinie | Mulu Solomon Bezuneh                |
| 167 | 6 lipca         | Monako                       | Ambasador Księstwa Monako w RP z siedzibą w Berlinie                             | Frédéric Pierre Axel Labarrére      |
| 168 | 6 lipca         | Turkmenistan                 | Ambasador Turkmenistanu w RP z siedzibą w Berlinie                               | Berdimurat Redjepov                 |
| 169 | 28 września     | Rumunia                      | Ambasador Rumunii w RP                                                           | Theodor Cosmin Onisii               |
| 170 | 28 września     | Bangladesz                   | Ambasador Ludowej Republiki Bangladeszu w RP                                     | Sultana Laila Hossain               |
| 171 | 28 września     | Nigeria                      | Ambasador Federalnej Republiki Nigerii w RP                                      | Christian Onuoha Ugwu               |
| 172 | 28 września     | Austria                      | Ambasador Republiki Austrii w RP                                                 | Andreas Stadler                     |
| 173 | 28 września     | Cypr                         | Ambasador Republiki Cypryjskiej w RP                                             | Petros T. Nacouzis                  |
| 174 | 25 października | Nowa Zelandia                | Ambasador Nowej Zelandii w RP                                                    | Alana Rose Hudson                   |
| 175 | 25 października | Zjednoczone Emiraty Arabskie | Ambasador Państwa Zjednoczonych Emiratów Arabskich w RP                          | Eman Ahmed Mohamed Ahmed AlSalami   |
| 176 | 25 października | Chiny                        | Ambasador Chińskiej Republiki Ludowej w RP                                       | Sun Linjiang                        |
| 177 | 25 października | Indie                        | Ambasador Republiki Indii w RP                                                   | Nagma Mohamed Mallick               |
| 178 | 25 października | Malta                        | Ambasador Republiki Malty w RP                                                   | Maria Assunta Farrugia              |
| 179 | 25 października | Arabia Saudyjska             | Ambasador Królestwa Arabii Saudyjskiej w RP                                      | Saad Saleh Alsaleh                  |
| 180 | 7 grudnia       | Łotwa                        | Ambasador Republiki Łotewskiej w RP                                              | Juris Poikāns                       |
| 181 | 7 grudnia       | Rwanda                       | Ambasador Republiki Rwandy w RP                                                  | Anastase Shyaka                     |
| 182 | 7 grudnia       | Gruzja                       | Ambasador Gruzji w RP                                                            | Zurab Beridze                       |
| 183 | 7 grudnia       | Czechy                       | Ambasador Republiki Czeskiej w RP                                                | Jakub Dürr                          |

### Rok 2022
| Lp. | Termin          | Państwo                       | Tytuł                                                                           | Imię i nazwisko                           |
| --- | --------------- | ----------------------------- | ------------------------------------------------------------------------------- | ----------------------------------------- |
| 184 | 22 lutego       | Korea Południowa              | Ambasador Republiki Korei w RP                                                  | Hoon–min Lim                              |
| 185 | 22 lutego       | Meksyk                        | Ambasador Meksykańskich Stanów Zjednoczonych w RP                               | Juan Sandoval Mendiolea                   |
| 186 | 22 lutego       | Indonezja                     | Ambasador Republiki Indonezji w RP                                              | Anita Lidya Luhulima                      |
| 187 | 22 lutego       | Stany Zjednoczone             | Ambasador Stanów Zjednoczonych Ameryki w RP                                     | Mark Brzezinski                           |
| 188 | 12 lipca        | Serbia                        | Ambasador Republiki Serbii w RP                                                 | Nebojša Košutić                           |
| 189 | 12 lipca        | Izrael                        | Ambasador Państwa Izrael w RP                                                   | Ja’akow Liwne                             |
| 190 | 12 lipca        | Peru                          | Ambasador Republiki Peru w RP                                                   | Hubert Wieland Conroy                     |
| 191 | 12 lipca        | Kuba                          | Ambasador Republiki Kuby w RP                                                   | Margarita Emelina Valle Camino            |
| 192 | 12 lipca        | Brazylia                      | Ambasador Federacyjnej Republiki Brazylii w RP                                  | Haroldo de Macedo Ribeiro                 |
| 193 | 13 lipca        | Kolumbia                      | Ambasador Republiki Kolumbii w RP                                               | Assad José Jater Peña                     |
| 194 | 13 lipca        | Hiszpania                     | Ambasador Królestwa Hiszpanii w RP                                              | Ramiro Fernández Bachiller                |
| 195 | 13 lipca        | Ukraina                       | Ambasador Ukrainy w RP                                                          | Wasyl Zwarycz                             |
| 196 | 13 lipca        | Niemcy                        | Ambasador Republiki Federalnej Niemiec w RP                                     | Thomas Bagger                             |
| 197 | 15 września     | Iran                          | Ambasador Islamskiej Republiki Iranu w RP                                       | Hossein Gharibi                           |
| 198 | 15 września     | Pakistan                      | Ambasador Islamskiej Republiki Pakistanu w RP                                   | Khalid Hussain Memon                      |
| 199 | 15 września     | Chile                         | Ambasador Republiki Chile w RP                                                  | Aylin Estrella Joo Liem                   |
| 200 | 15 września     | Estonia                       | Ambasador Republiki Estońskiej w RP                                             | Miko Haljas                               |
| 201 | 15 września     | Belgia                        | Ambasador Królestwa Belgii w RP                                                 | Rik Van Droogenbroeck                     |
| 202 | 15 września     | Szwajcaria                    | Ambasador Konfederacji Szwajcarskiej w RP                                       | Fabrice Filliez                           |
| 203 | 10 października | Słowacja                      | Ambasador Republiki Słowackiej w RP                                             | Andrea Elscheková Matisová                |
| 204 | 10 października | Irlandia                      | Ambasador Irlandii w RP                                                         | Patrick Haughey                           |
| 205 | 10 października | Finlandia                     | Ambasador Republiki Finlandii w RP                                              | Päivi Maarit Laine                        |
| 206 | 10 października | Słowenia                      | Ambasador Republiki Słowenii w RP                                               | Bojan Pograjc                             |
| 207 | 10 października | Demokratyczna Republika Konga | Ambasador Demokratycznej Republiki Konga w RP                                   | Clèmentine Shakembo Kamanga               |
| 208 | 10 października | Angola                        | Ambasador Republiki Angoli w RP                                                 | Manuel Pedro Chaves                       |
| 209 | 23 listopada    | Kambodża                      | Ambasador Królestwa Kambodży w RP                                               | Phen Savny                                |
| 210 | 23 listopada    | Namibia                       | Ambasador Republiki Namibii w RP z siedzibą w Berlinie                          | Martin Andjaba                            |
| 211 | 23 listopada    | Urugwaj                       | Ambasador Wschodniej Republiki Urugwaju w RP                                    | Pablo Alberto Porro Lancieri              |
| 212 | 23 listopada    | Dominikana                    | Ambasador Republiki Dominikańskiej w RP z siedzibą w Berlinie                   | Francisco Alberto Caraballo Núñez         |
| 213 | 23 listopada    | Gwatemala                     | Ambasador Republiki Gwatemali w RP                                              | Jorge Alfredo Lemcke Arevalo              |
| 214 | 23 listopada    | Mauritius                     | Ambasador Republiki Mauritiusu w RP z siedzibą w Berlinie                       | Christelle Sohun                          |
| 215 | 8 grudnia       | Niger                         | Ambasador Republiki Nigru w RP z siedzibą w Berlinie                            | Souleymane Issakou                        |
| 216 | 8 grudnia       | Brunei                        | Ambasador Państwa Brunei Darussalam w RP z siedzibą w Berlinie                  | Pengiran Hajah Krtini Pengiran Haji Tahir |
| 217 | 8 grudnia       | Nepal                         | Ambasador Federalnej Demokratycznej Republiki Nepalu w RP z siedzibą w Berlinie | Ram Kaji Khadka                           |
| 218 | 8 grudnia       | Kamerun                       | Ambasador Republiki Kamerunu w RP z siedzibą w Berlinie                         | Victor Ndocki                             |
| 219 | 8 grudnia       | Malawi                        | Ambasador Republiki Malawi w RP z siedzibą w Berlinie                           | Joseph John Mpinganjira                   |

### Rok 2023
| Lp. | Termin          | Państwo                      | Tytuł                                                                      | Imię i nazwisko                    |
| --- | --------------- | ---------------------------- | -------------------------------------------------------------------------- | ---------------------------------- |
| 220 | 8 lutego        | Islandia                     | Ambasador Republiki Islandii w RP                                          | Hannes Heimisson                   |
| 221 | 8 lutego        | Kanada                       | Ambasador Kanady w RP                                                      | Catherine Godin                    |
| 222 | 8 lutego        | Tajlandia                    | Ambasador Królestwa Tajlandii w RP                                         | Urasa Mongkolnavin                 |
| 223 | 8 lutego        | Zjednoczone Emiraty Arabskie | Ambasador Państwa Zjednoczonych Emiratów Arabskich w RP                    | Mohamed Ahmed Salem Farea Al Harbi |
| 224 | 8 lutego        | Grecja                       | Ambasador Republiki Greckiej w RP                                          | Niki Kamba                         |
| 225 | 27 marca        | Włochy                       | Ambasador Republiki Włoskiej w RP                                          | Luca Franchetti Pardo              |
| 226 | 27 marca        | Gruzja                       | Ambasador Gruzji w RP                                                      | Diana Zhgenti                      |
| 227 | 27 marca        | Monako                       | Ambasador Księstwa Monako w RP z siedzibą w Berlinie                       | Lorenzo Ravano                     |
| 228 | 27 marca        | Lesotho                      | Ambasador Królestwa Lesotho w RP z siedzibą w Berlinie                     | Senate Barbara Masupha             |
| 229 | 27 marca        | Jordania                     | Ambasador Jordańskiego Królestwa Haszymidzkiego w RP z siedzibą w Berlinie | Yousef Bataineh                    |
| 230 | 27 marca        | Boliwia                      | Ambasador Wielonarodowościowego Państwa Boliwia w RP z siedzibą w Berlinie | Wilfredo Bernado Ticona Cuba       |
| 231 | 29 września     | Libia                        | Ambasador Państwa Libia w RP                                               | Ammar Mohamed Adhaiem              |
| 232 | 29 września     | Niemcy                       | Ambasador Republiki Federalnej Niemiec w RP                                | Viktor Elbling                     |
| 233 | 29 września     | Francja                      | Ambasador Republiki Francuskiej w RP                                       | Étienne de Montaigne de Poncins    |
| 234 | 26 października | Szwecja                      | Ambasador Królestwa Szwecji w RP                                           | Andreas von Beckerath              |
| 235 | 26 października | Norwegia                     | Ambasador Królestwa Norwegii w RP                                          | Øystein Bø                         |
| 236 | 26 października | Armenia                      | Ambasador Republiki Armenii w RP                                           | Alexander Arzoumanian              |
| 237 | 26 października | Turcja                       | Ambasador Republiki Turcji w RP                                            | Rauf Alp Denktaş                   |
| 238 | 26 października | Watykan                      | Nuncjusz Apostolski w RP                                                   | abp Antonio Guido Filipazzi        |
| 239 | 7 grudnia       | Algieria                     | Ambasador Algierskiej Republiki Ludowo–Demokratycznej w RP                 | Mohamed Salah Eddine Belaid        |
| 240 | 7 grudnia       | Czechy                       | Ambasador Republiki Czeskiej w RP                                          | Břetislav Dančák                   |
| 241 | 7 grudnia       | Argentyna                    | Ambasador Republiki Argentyńskiej w RP                                     | Alicia Falkowski                   |
| 242 | 7 grudnia       | Uzbekistan                   | Ambasador Republiki Uzbekistanu w RP                                       | Amirsaid Agzamkhodjaev             |

### Rok 2024
| Lp. | Termin          | Państwo            | Tytuł                                                                            | Imię i nazwisko                           |
| --- | --------------- | ------------------ | -------------------------------------------------------------------------------- | ----------------------------------------- |
| 243 | 7 marca         | Albania            | Ambasador Republiki Albanii w RP                                                 | Mimoza Halimi                             |
| 244 | 7 marca         | Tunezja            | Ambasador Republiki Tunezyjskiej w RP                                            | Taoufik Chebbi                            |
| 245 | 7 marca         | Macedonia Północna | Ambasador Republiki Macedonii Północnej w RP                                     | Jasmin Kjahil                             |
| 246 | 7 marca         | Australia          | Ambasador Związku Australijskiego w RP                                           | Benjamin Albert Hayes                     |
| 247 | 7 marca         | Uganda             | Ambasador Republiki Ugandy w RP z siedzibą w Berlinie                            | Stephen Mubiru                            |
| 248 | 7 marca         | Timor Wschodni     | Ambasador Demokratycznej Republiki Timoru Wschodniego w RP z siedzibą w Brukseli | Jorge Trindade Neves de Camões            |
| 249 | 21 maja         | Wietnam            | Ambasador Socjalistycznej Republiki Wietnamu w RP                                | Ha Hoang Hai                              |
| 250 | 21 maja         | Laos               | Ambasador Laotańskiej Republiki Ludowo–Demokratycznej w RP                       | Mayboua Xayavong                          |
| 251 | 21 maja         | Kongo              | Ambasador Republiki Konga w RP z siedzibą w Berlinie                             | Edith Antoinette Itoua                    |
| 252 | 21 maja         | Dżibuti            | Ambasador Republiki Dżibuti w RP z siedzibą w Berlinie                           | Yacin Houssein Douale                     |
| 253 | 21 maja         | Oman               | Ambasador Sułtanatu Omanu w RP z siedzibą w Berlinie                             | Maitha Saif Majid Al Mahrouqi             |
| 254 | 21 maja         | Kambodża           | Ambasador Królestwa Kambodży w RP z siedzibą w Berlinie                          | Thyra Chheang                             |
| 255 | 1 lipca         | Katar              | Ambasador Państwa Katar w RP                                                     | Saoud bin Abdullah Zaid Al–Mahmoud        |
| 256 | 1 lipca         | Gwinea             | Ambasador Republiki Gwinei w RP z siedzibą w Berlinie                            | Aliou Barry                               |
| 257 | 1 lipca         | Zimbabwe           | Ambasador Republiki Zimbabwe w RP z siedzibą w Berlinie                          | Alice Mashingaidze                        |
| 258 | 1 lipca         | Burkina Faso       | Ambasador Burkiny Faso w RP z siedzibą w Berlinie                                | Toro Justin Ouoro                         |
| 259 | 1 lipca         | Tanzania           | Ambasador Zjednoczonej Republiki Tanzanii w RP z siedzibą w Berlinie             | Hassani Iddi Mwamweta                     |
| 260 | 1 lipca         | San Marino         | Ambasador Republiki San Marino w RP z siedzibą w San Marino                      | Silvia Marchetti                          |
| 261 | 2 września      | Islandia           | Ambasador Islandii w RP                                                          | Friđrik Jónsson                           |
| 262 | 2 września      | Sri Lanka          | Ambasador Demokratyczno–Socjalistycznej Republiki Sri Lanki w RP                 | Tapaswarage Priyangika Dharmasena         |
| 263 | 2 września      | Dania              | Ambasador Królestwa Danii w RP                                                   | Jakob Henningsen                          |
| 264 | 2 września      | Gwatemala          | Ambasador Republiki Gwatemali w RP                                               | Sandra América Noriega Urízar de Kugler   |
| 265 | 2 września      | Litwa              | Ambasador Republiki Litewskiej w RP                                              | Valdemaras Sarapinas                      |
| 266 | 2 września      | Holandia           | Ambasador Królestwa Niderlandów w RP                                             | Johannes Hermann Adrianus Cornelis de Mol |
| 267 | 30 października | Węgry              | Ambasador Węgier w RP                                                            | Bálint István Íjgyártó                    |
| 268 | 30 października | Egipt              | Ambasador Arabskiej Republiki Egiptu w RP                                        | Ahmed Samy Mohamed Mahmoud ElAnsary       |
| 269 | 30 października | Japonia            | Ambasador Japonii w RP                                                           | Akira Kono                                |
| 270 | 30 października | Mauretania         | Ambasador Islamskiej Republiki Mauretańskiej w RP z siedzibą w Berlinie          | Boubacar Kane                             |
| 271 | 30 października | Ghana              | Ambasador Republiki Ghany w RP z siedzibą w Pradze                               | Doris Adzo Denyo Brese                    |

### Rok 2025
| Lp. | Termin      | Państwo          | Tytuł                                                                       | Imię i nazwisko                          |
| --- | ----------- | ---------------- | --------------------------------------------------------------------------- | ---------------------------------------- |
| 272 | 13 stycznia | Cypr             | Ambasador Republiki Cypryjskiej w RP                                        | Nicos Nicolaou                           |
| 273 | 13 stycznia | Ukraina          | Ambasador Ukrainy w RP                                                      | Wasyl Bodnar                             |
| 274 | 13 stycznia | Panama           | Ambasador Republiki Panamy w RP                                             | Jorge Ricardo Silén Santacoloma          |
| 275 | 13 stycznia | Peru             | Ambasador Republiki Peru w RP                                               | Gloria Lissette Nalvarte Simoni de Isasi |
| 276 | 13 stycznia | Pakistan         | Ambasador Islamskiej Republiki Pakistanu w RP                               | Muhammad Sami–ur–Rehman                  |
| 277 | 13 stycznia | Kuwejt           | Ambasador Państwa Kuwejt w RP                                               | Saad Abdulaziz Mohammad Al–Mehaini       |
| 278 | 7 marca     | Malta            | Ambasador Republiki Malty w RP                                              | Gavin Gulia                              |
| 279 | 7 marca     | Chile            | Ambasador Republiki Chile w RP                                              | Eliseo Rodrigo Ruiz Ortiz                |
| 280 | 7 marca     | Mołdawia         | Ambasador Republiki Mołdawii w RP                                           | Violeta Agrici                           |
| 281 | 7 marca     | Nowa Zelandia    | Ambasador Nowej Zelandii w RP                                               | Paul Ballantyne                          |
| 282 | 7 marca     | Mongolia         | Ambasador Mongolii w RP                                                     | Navaan–Yunden Oyundari                   |
| 283 | 28 maja     | Portugalia       | Ambasador Republiki Portugalskiej w RP                                      | Mário Rui Dos Santos Miranda Duarte      |
| 284 | 28 maja     | Izrael           | Ambasador Państwa Izrael w RP                                               | Yaakov Finkelstein                       |
| 285 | 28 maja     | Kazachstan       | Ambasador Republiki Kazachstanu w RP                                        | Nurlan Zhalgasbayev                      |
| 286 | 28 maja     | Korea Południowa | Ambasador Republiki Korei Południowej w RP                                  | Junyoul Tae                              |
| 287 | 28 maja     | Zambia           | Ambasador Republiki Zambii w RP z siedzibą w Berlinie                       | Winnie Natala Chibesakunda               |
| 288 | 28 maja     | Kostaryka        | Ambasador Republiki Kostaryki w RP z siedzibą w Bernie                      | Ana Gabriela Massey Machado              |
| 289 | 2 lipca     | Bangladesz       | Ambasador Ludowej Republiki Bangladeszu w RP                                | Pan Md Mainul Islam                      |
| 290 | 2 lipca     | Czarnogóra       | Ambasador Czarnogóry w RP                                                   | Veljko Milonjić                          |
| 291 | 2 lipca     | Andora           | Ambasador Księstwa Andory z siedzibą w Andorze                              | Elisenda Vives Balmaña                   |
| 292 | 2 lipca     | Sudan            | Ambasador Republiki Sudanu z siedzibą w Berlinie                            | Ilham Ibrahim Mohamed Ahmed              |
| 293 | 2 lipca     | Tadżykistan      | Ambasador Republiki Tadżykistanu z siedzibą w Berlinie                      | Imomudin Mirzoevicz Sattorov             |
| 294 | 2 lipca     | Jordania         | Ambasador Haszymidzkiego Królestwa Jordanii z siedzibą w Berlinie           | Fayiz Khouri                             |
| 295 | 2 lipca     | Etiopia          | Ambasador Federalnej Demokratycznej Republiki Etiopii z siedzibą w Berlinie | Eskindir Yirga Asfaw                     |
| 296 | 2 lipca     | Somalia          | Ambasador Federalnej Republiki Somalii z siedzibą w Berlinie                | Abdiasis Mohamud Mohamed                 |